# Плифон
Гео́ргий Геми́ст Плифо́н (греч. Γεώργιος Γεμιστός Πλήθων, лат. Pletho, ок. 1360 — 26 июня 1452, Мистра, Морейский деспотат, Византийская империя) — византийский философ-неоплатоник. В 1439 году, из уважения к философу Платону, чьи взгляды пропагандировал и развивал, Георгий Гемист принял созвучное имя «Плифон» («наполненный»). Крупнейшая фигура интеллектуальной жизни последних десятилетий существования Византии. Считается, что благодаря Плифону на Западе получили распространение сочинения Платона.
Внешняя сторона жизни Гемиста практически не известна. Родившись около 1360 года, он получил образование в Константинополе, после чего при неизвестных точно обстоятельствах познакомился с неким евреем Елисеем, благодаря которому приобщился к арабской и еврейской философии. В 1390-х годах занимался преподаванием в столице, но затем был обвинён в ереси и изгнан из Константинополя. Около 1409 года поселился в столице Морейского деспотата Мистре, где основал общеобразовательную школу и философский кружок, в котором проповедовал свои идеи. К советам Гемиста, имевшего репутацию высокообразованного человека, прибегали правители Византии и Мореи. В 1437—1439 годах он принимал участие в подготовке, а затем и дебатах Ферраро-Флорентийского собора, созванного с целью подписания унии между Православной и Католической церквями. Во время пребывания в Италии Плифон сблизился с западноевропейскими гуманистами, принимавшими участие в соборе, и правителем Флоренции Козимо Медичи. В ходе догматических обсуждений Плифон пришёл к выводу, что источником разделяющих церкви разногласий является предпочтение, отдаваемое западными схоластами Аристотелю. Желая доказать, что учение Аристотеля искажает философию Платона, ложно и полно противоречий, Гемист написал небольшой трактат «О проблемах, по которым Аристотель расходится с Платоном» — именно тогда он принял свой псевдоним. Написанный в остром полемическом стиле, трактат спровоцировал многолетний спор между платониками и аристотелистами. При жизни философа его основным оппонентом был видный византийский богослов и знаток схоластики Геннадий Схоларий, впоследствии константинопольский патриарх. В течение 1440-х годов Плифон и Схоларий обменялись опровержениями взглядов друг друга, после чего спор был продолжен их учениками. Наиболее полно свою систему взглядов Плифон изложил в трактате «Законы», над которым тайно работал до конца жизни. Согласно преобладающей точке зрения, в «Законах» Плифон пропагандировал возрождение древнегреческого язычества, реформированного на базе неоплатонизма. Сформулированные в трактате богословские принципы представлены автором как древняя истинная религия, полученная Платоном через цепочку мудрецов древности, начиная с Зороастра. Этическая система Плифона сформировалась под влиянием Платона, Аристотеля и стоиков. В её основе лежит иерархия добродетелей, следование которым позволяет подражать Богу.
Свою политическую программу Гемист сформулировал в нескольких речах. По его ви́дению, для спасения гибнущей империи необходимо было разделить население Пелопоннеса на несколько классов, осуществить сообразно такому разделению реформу налогообложения и армии, а также построить автономную экономику. Многие современные исследователи видят в программе Плифона прообраз национальных государств XIX века или утопизм, предвосхитивший Томаса Мора. Фраза одной из речей, «мы народ греков по происхождению», породила оживлённую и плодотворную дискуссию о византийской и современной греческой идентичности. В этой связи Гемиста называют как «последним эллином», так и «первым современным греком».
Помимо философских работ, Плифон написал ряд полемических текстов по христианскому богословию, в которых обсуждал вопросы воплощения Иисуса Христа и исхождения Святого Духа. Прочие его работы относятся к истории, риторике, философии, политике, военным вопросам, географии, математике, астрономии и музыке.
После смерти Плифона в 1452 или 1454 году трактат «Законы» был сожжён по инициативе Геннадия Схолария, признавшего труд еретическим. В 1464 году прах Плифона был перенесён его почитателем Сиджизмондо Малатестой в Римини и захоронен в Темпио Малатестиано.

## Биография

### Происхождение
Не сохранилось ни одного достоверного изображения Плифона, и в отличие от многих своих учёных современников, он не оставил ни переписки, ни биографии. Почти всё, что известно о его жизни, исходит от его идеологических противников. Исходя из различных соображений о дате смерти Гемиста и его возрасте к этому моменту, дату рождения предположительно относят к периоду между 1355 и 1360 годами. О происхождении будущего философа не известно практически ничего, кроме того, что его отцом мог быть некий Димитрий Гемист, протонотарий собора Святой Софии в последней четверти XIV века. Другой Гемист был в те же годы монахом на Афоне, что согласуется с утверждением Геннадия Схолария о «благочестивом, святом и учёном» происхождении учёного.
О начальном образовании Плифона сохранились только косвенные сведения. Несомненно, оно включало традиционные курсы тривиума (грамматика, логика, риторика) и квадривиума (арифметика, астрономия, геометрия, музыка), к составляющим которых он сохранял интерес на протяжении всей своей жизни. Помимо прочего, в конце жизни им были составлены грамматика греческого языка, конспекты к лекциям о Гомере и теории музыки. Как многие византийские гуманисты до него, Плифон делал выписки из интересующих его авторов — некоторое количество этих текстов сохранилось в венецианском архиве кардинала Виссариона. Среди них датируемые 1440-ми годами собственноручные извлечения Плифона из трудов географов, классических и византийских историков, сборников биографий, работ по естественным наукам и риторике. Примечательно, что среди выписок нет относящихся к наукам, изучаемым в курсах высшего образования, — философии, богословию и юриспруденции. В качестве объяснения Кристофер Вудхауз предлагает две возможности — свои записи Плифон использовал в преподавательской деятельности, либо же, что касается философии, он разделял недоверие Платона и Пифагора к письменному слову. В связи с такой лакуной возникает проблема — до какой степени Плифон был знаком с аутентичными трудами Платона. Выписок по богословию также нет, а основные его труды демонстрируют начитанность в греческой патристике, но не более. Знал ли Плифон латынь не ясно, по крайней мере, она не входила в обычную программу образования и изучалась по личной инициативе в очень редких случаях. В пользу отрицательного ответа, помимо отсутствия латинских автографов, Вудхауз приводит состоявшуюся во время Ферраро-Флорентийского собора полемику между кардиналом Виссарионом и Феодором Газой о том, подражал ли в своей латыни Иероним Стридонский Цицерону. Подробности спора и высказанные сторонами аргументы были зафиксированы современниками, однако ничего не сообщается об участии в обсуждении присутствовавшего там же Плифона. Аналогичные сомнения есть и по поводу итальянского языка, с которого на греческий переводил Гемисту свои труды Кириак Анконский. В отличие от большинства византийских писателей, дословно копировавших тексты своих предшественников, Плифон, чей масштаб познаний охватывал практически всю литературу на греческом языке, опирался на мысли и идеи предшествующей традиции. Представительный перечень своих предшественников Плифон приводит во второй главе («О проводниках наилучших суждений») «Законов». Первым он называет «знаменитейшего у мидян, персов и большинства древних народов Азии» Зороастра, а остальных делит на «законодателей» и «мудрецов». Среди первых он называет установившего у афинян Элевсинские мистерии Эвмолпа, Миноса, Ликурга, Нуму и учредителя Олимпийских игр Ифита. Мудрецов Плифон делит на варварских, из которых достойнейшими считает индийских брахманов и мидийских магов, помнящих сотворение мира эллинских куритов, и греческих философов, перечисляя от мифического Тиресия до неоплатоника Ямвлиха. Из выписок Плифона, его переписки с Виссарионом Никейским и обвинений идеологических противников известно о чрезвычайно широком круге древних и современных ему авторов, с трудами которых Плифон был знаком. Тем не менее прямых рукописных свидетельств, позволяющих установить, какими платоническими и неоплатоническими текстами он в действительно располагал, нет.

### Образование
К концу XIV века возможности получить качественное образование в Византии были довольно ограничены. Оба заведения, которые можно было бы отнести к «университетам», светский Константинопольский университет и Патриаршая школа, давно находились в упадке или даже были закрыты. Обучение в Патриаршей школе не обязательно предполагало дальнейшее принятие духовного сана, но это было бы то обстоятельство, упоминание о котором можно было бы ожидать в отзывах друзей и врагов Плифона. Основным способом углублённого изучения наук в поздний период византийской истории были занятия с частным преподавателем. По предположению ряда историков, им мог быть известный литератор Димитрий Кидонис (1324—1398), хотя явных подтверждений этому нет. Многолетний оппонент философа Геннадий Схоларий называет учителем Плифона еврея Елисея, излагая при этом две версии событий. Первый, более длинный, вариант содержится в его письме Феодоре Асень, супруге последнего деспота Мореи Димитрия Палеолога. Письмо написано, вероятно, около 1455 года. В нём патриарх пытается объяснить идейную эволюцию Гемиста, приведшую к появлению его еретического произведения «О законах». По его словам, ещё не достигнув духовной зрелости, Гемист преисполнился «эллинских» идей, мало заботился об изучении традиционного христианства, изучая вместо этого труды поэтов и философов. Естественным следствием отсутствия божественной благодати является тенденция к ошибкам и отступничеству, логическим завершением которой стало подпадение под влияние еврея Елисея. Последний заинтересовал Гемиста своими толкованиями Аристотеля, почерпнутыми у Аверроэса и других персидских и арабских философов, а также учением Зороастра. Гемист долгое время находился при этом еврее, не только как ученик, но и получая деньги за службу, поскольку Елисей занимал важный пост при дворе варварского монарха. В результате Гемист кончил плохо — был изгнан из столицы императором Мануилом и церковью, отправившими его в «бесславное изгнание». Уже после уничтожения «Законов» Схоларий перечислил в письме к пелопоннесскому экзарху Иосифу духовных предшественников покойного философа. Помимо уже упомянутого Зороастра, о котором он узнал от Елисея, это Пифагор, Платон, Плутарх, Плотин, Ямвлих и Прокл. Из других источников об этом Елисее ничего не известно, и при оценке достоверности свидетельства Схолария необходимо учитывать его враждебность Плифону и общую тенденцию византийцев связывать обвиняемых в ереси с евреями.
Обстоятельства, при которых состоялось знакомство Гемиста с Елисеем, совершенно не известны. Если предположить, что его изгнали из Константинополя, то (принимая во внимание намёки Схолария) местом изгнания могла быть либо первая столица османов Бурса в Вифинии, либо ставший столицей в 1366 году Адрианополь во Фракии. Оба города были в рассматриваемый период значительными культурными центрами: в Адрианополе действовала арабо-персидская медицинская школа, а Бурса была знаменита своими суфийскими учителями. При османском дворе действительно было много евреев, бежавших из Испании, Италии, Греции, Сирии и Персии. Некоторые из них занимали высокие должности, поэтому вполне правдоподобно звучит заявление Схолария о том, что Гемист был не только учеником Елисея, но и «прислуживал» ему.
Многими исследователями уделяется пристальное внимание личности Елисея и его влиянию на Плифона как канала передачи восточных учений. Существуют три основные теории относительно интеллектуальной идентичности этого, как его называет Схоларий, крипто-языческого иудея. Ф. Мазэ (1971) акцентирует внимание на той части высказывания Схолария, согласно которой Елисей был приверженцем философии Аверроэса (1126—1198), равно как и «других персидских и арабских комментаторов Аристотеля, которых евреи перевели на свой язык». Исходя из этого, он называет Елисея источником неоплатонической рецепции Аристотеля, которую Плифон позднее использовал в своей полемике со Схоларием. Французский исламовед Анри Корбен выдвинул тезис о связи переданного Елисеем Плифону «зороастрийского» знания с иранским мистическим учением ас-Сухраварди. Третья теория утверждает тождественность Елисея с еврейским доктором Элишей, в медицинской школе которого обучались византийцы и итальянцы. Элиша известен из еврейских источников как полимат, специализировавшийся в медицине и философии. Наконец, Дионисиос Закитинос и ряд более поздних историков вообще подвергают сомнению свидетельство Схолария, не видя для Гемиста необходимости прибегать к услугам загадочного еврейского учителя. Н. Синиоссоглу, опираясь на библейские и исламские коннотации, связанные с именем «Елисей» («Элиша»), предполагает, что оно служило псевдонимом для связанного с идеей эллинизма сектанта греческого происхождения.
Согласно Схоларию жизнь Елисея закончилась на костре. Поскольку указаний на то, что таким образом производились казни религиозных диссидентов в Византии, нет, некоторые исследователи предполагают, что его либо казнили турки, либо это был несчастный случай. Сам Гемист никогда не сообщал о судьбе своего учителя и даже не называл его имени. Примечательно, однако, что в своих «Законах» Гемист предписывает казнь через огонь за идеологическое и религиозное отступничество.

### Ученики и единомышленники

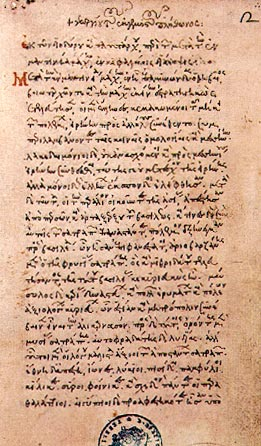
Одна из рукописей Плифона

В промежутке между обучением у Елисея и обвинением в ереси и повторным изгнанием из Константинополя Гемист какое-то время занимался преподаванием. Вероятно, в 1405 году он ещё оставался в столице, поскольку с этого года его учеником стал будущий митрополит Марк Евгеник. К. Вудхауз полагает маловероятным, чтобы известный впоследствии своим радикальным православием богослов последовал за своим учителем в изгнание, и поэтому относит прекращение деятельности школы в Константинополе к несколько более позднему времени. Впрочем, других подтверждений такой датировке нет, и вполне возможно, что Гемист покинул столицу раньше, в последние годы XIV века. Его пребывании в Мистре впервые фиксируется в 1409 году. Возможно, что несколько лет философ прожил в Фессалониках, имевших репутацию города, в котором процветала интеллектуальная свобода.
О непосредственном окружении Гемиста в Мистре, круге его учеников и единомышленников, сохранились только косвенные указания. О том, что такое общество существовало и даже имело разные степени «посвящения», говорится в двух сохранившихся панегириках, написанных по поводу смерти философа. Один из них написан монахом Григорием, другой — неким Иеронимом Харитонимом. Хотя Гемист относился к монашеству крайне отрицательно, среди его учеников были монахи, и Григорий был одним из них. Напротив, неоднократные попытки Иеронима войти в число «посвящённых» пресекались — соответственно, его эпитафия написана в более жёлчном стиле. Вероятно, союз единомышленников сложился между 1416 годом, когда была написана сатира Мазариса, ничего о нём не сообщающего, и отъездом Гемиста в Италию в 1438 году. Помимо Марка Евгеника, по имени известен только один ученик этого периода — будущий католический кардинал Виссарион Никейский. Виссарион родился в 1402 году в Трапезунде и до поступления к Гемисту обучался у митрополитов Досифея Трапезундского и Иоанна Хортасмена и у астронома Георгия Хрисококка. По совету Хортасмена Виссарион решил завершить своё образование у Гемиста в Мистре. В 1431—1437 годах он повторно прошёл курс свободных искусств с особым упором на математику и теорию Птолемея. По мнению исследователей, именно в эти годы сформировалось его мировоззрение и начали складываться принципы его филологической деятельности как комментатора и собирателя рукописей. В собирании знаменитой библиотеки кардинала приняли участие многие писцы из Мистры, в том числе упомянутый Харитоним.
В первой половине XV века в Мистре жило немало интеллектуалов. Как считает К. Вудхауз, они неизбежно, в той или иной степени, испытали влияние Гемиста. В связи с Гемистом упоминаются писец и владелец великолепной библиотеки Иоанн Докианос, возглавивший школу после смерти Плифона Иоанн Мосх, Димитрий Рауль Кавакис, которого И. Медведев называет «любимцем и секретарём» философа, и ряд других. Происходивший из обосновавшейся в Мистре знатной норманнской семьи, Кавакис (ок. 1397—1487) был страстным почитателем Гемиста и, под его влиянием, Юлиана Отступника. По утверждению Кавакиса, в возрасте 17 лет он стал солнцепоклонником, как и Гемист. Впоследствии он эмигрировал в Италию, где занимался сохранением трудов учителя. В 1409 году с Гемистом мог общаться, хотя и не обязательно в качестве ученика, уроженец Монемвасии Исидор, будущий митрополит Киевский. К числу людей, испытавших влияние Гемиста, можно отнести также младшего брата Марка Евгеника, Иоанна, который как минимум дважды бывал на Пелопоннесе, в 1420-х и 1440-х годах, а также принимал участие в Ферраро-Флорентийском соборе. По возвращении с собора в 1439 году он сделал копию с трактата Гемиста «О добродетелях», а в одном из недатированных писем к философу он называл его «истинно лучшим и мудрейшим человеком». Противоречиво отношение к Гемисту Геннадия Схолария, который, с одной стороны, высоко ценил его учёность и моральные качества, а с другой — обвинял в ереси и богохульстве. Философские интересы Гемиста разделяли некоторые члены императорской семьи. Император Мануил II имел хорошее богословское образованием, а в философии предпочитал Платона Аристотелю. Из его сыновей Иоанн и Константин переписывались с Гемистом: первый по поводу его трудов, а второй был вовлечён в спор со Схоларием. Другие сыновья Мануила общались с философом лично в Мистре, хотя и не имели глубокого интереса к философии.
Пребывание Гемиста в Мистре разбивается на два этапа путешествием в Италию в 1438—1439 годах. Из достоверно идентифицируемых учеников второго периода можно назвать только Лаоника Халкокондила, находившегося в Мистре в 1447 году, впоследствии известного историка. Наиболее заметным среди последователей нового поколения считается Иоанн Аргиропул. Молодым человеком он присутствовал на Ферраро-Флорентийском соборе, а позднее внёс значительный вклад в распространение греческой культуры в Италии. Аргиропул отнюдь не был некритическим последователем Гемиста в философских спорах: с одобрения Схолария он написал трактат в поддержку Флорентийской унии и был скорее поклонником Аристотеля, чем Платона. Своему ученику Донато Аччайоли из рода герцогов Афинских Плифон «старательно излагал теории Платона, его секреты и тайное учение». Менее достоверно прослеживаются отношения Гемиста с Михаилом Апостолием и Николаем Секундином.

### Программа реформ и государственная деятельность

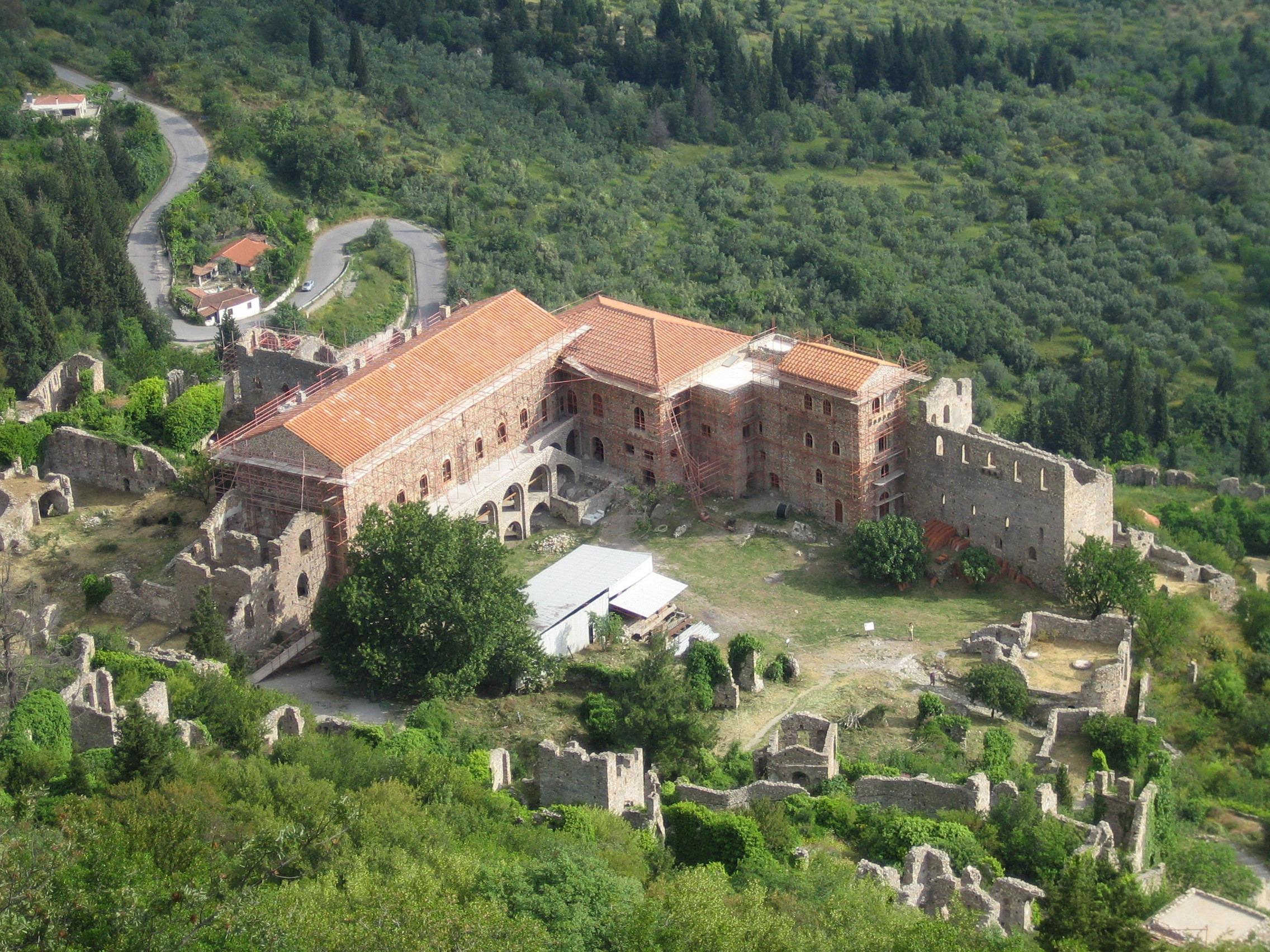
Дворец деспотов в Мистре, современное состояние

Мистра, в которой Плифон провёл последние годы своей жизни, переживала в первой половине XV века свой последний расцвет под властью Византии. Город, расположенный в нескольких милях западнее от древней Спарты, был завоёван, как и прочие города Пелопоннеса, крестоносцами в начале XIII века. В 1249 году франки здесь основали крепость, но уже в 1259 году Гильом II де Виллардуэн был разбит при Пелагонии, после чего отдал Мистру вместе с ещё тремя крепостями в качестве выкупа за свою свободу. Вслед за этим Михаил VIII Палеолог отвоевал Константинополь, и Мистра стала центром одной из провинций восстановленной империи. Франки не прекращали попытки вернуть свои владения, и греческое население часто было вынуждено искать защиту в Мистре, вскоре превратившейся в укреплённый город. Пелопоннес, разделённый между враждующими Византией, княжеством Ахейи и деспотатом Мореи, до середины XIV века являлся технически отсталой, бедной и изолированной областью. Во второй половине века полуостров был практически полностью освобождён от франков. Это не принесло всеобщего процветания, но сама Мистра выгодно отличалась от большинства городов империи и считалась третьим по значению городом после столицы и Фессалоник (а после утраты последних в 1423 году — вторым).
В развёрнутом виде политическая философия Гемиста и его программа реформ изложены в ряде текстов, самым ранним из которых является написанное приблизительно в 1414 году письмо императору Мануилу II по поводу ситуации на Пелопоннесе (De Isthmo). Согласно письму, причиной, по которой невозможно организовать оборону полуострова от «варваров» (то есть османов, итальянцев и латинян), является плохое политическое устройство (κακοπολιτεία). Рассмотрение текущего положения, пишет философ, указывает на то, что успехи и поражения зависят от совершенства государственного управления. В речи к деспоту Феодору Гемист доказывает, что единственным способом для города или государства улучшить свои дела является проведение реформы своего устройства (πολιτεία). Если дела идут хорошо по причине удачного стечения обстоятельств, то такое положение не является устойчивым и может быстро измениться к худшему. Иллюстрируя свою мысль, он указывает на то, что греки прозябали в безвестности, управляемые пришлыми правителями, пока Геракл не дал им законы и не привил стремление к добродетели, равно как и лакедемоняне добились успеха, только когда Ликург дал им законы, и таких примеров в истории множество. Арабы, позаимствовав законы у Римской империи, смогли осуществить свои завоевания. Реформа срочно нужна, и только так можно компенсировать слабость деспотата.
Гемист прямо называет политику императора неправильной, поскольку она не только не позволяет использовать внешние средства для защиты от турок, но и не укрепляет государство посредством прочной внутренней организации. В 1415 году император прибыл на Пелопоннес, и всё население провинции было привлечено к строительным работам для укрепления перешейка. Примерно тогда были написаны речи к императору Мануилу (Memorandum) и деспоту Феодору II, в которых развивались идеи, впервые намеченные в письме.
Вероятно, Гемист занимал официальное положение при дворе деспотов Мистры, но его статус ни в каком документе точно не зафиксирован. На основании посмертных панегириков Иеронима Харитонима и монаха Григория предполагают, что он был облечён высшей судебной властью, то есть был одним из «генеральных судей ромеев», появившихся в результате судебной реформы императора Андроника III. В 1438 году он назван членом Сената. Неизвестно ничего об участии Гемиста в бурных событиях последних десятилетий существования Византии — 21 мая 1423 года Гексамилион был разрушен османами, но затем военное счастье улыбнулось византийцам, и к 1429 году они смогли отвоевать почти весь Пелопоннес. Возможно, он всё-таки был каким-то образом причастен к этим событиям, поскольку в 1427 году деспот Феодор передал Гемисту в пронию область и крепость Фанарион. Предложенные Гемистом реформы не были реализованы. В 1444 году аналогичные по духу реформы в Византии, хотя и менее радикальные, предложил кардинал Виссарион. Однако времени на их реализацию уже не оставалось.

### Участие в Ферраро-Флорентийском соборе

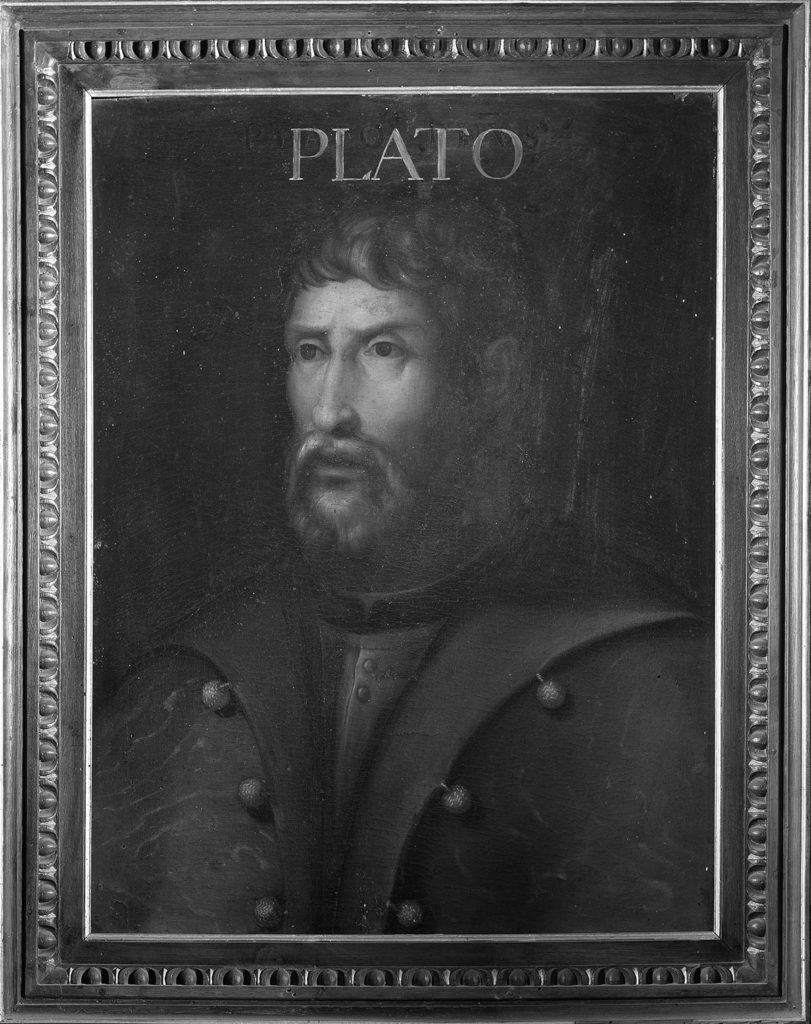
Предполагаемый портрет Георгия Гемиста Плифона работы Кристофано дель Альтиссимо, 1570-е годы

Важнейшим эпизодом в жизни Гемиста стала поездка в Италию для участия в Ферраро-Флорентийском соборе, состоявшегося в 1438—1439 годах. К этому времени отрицательное отношение философа к христианству ещё не стало широко известно, поскольку работа над «Законами» велась в тайне, и о существовании произведения знали только ближайшие ученики. Как известный учёный, Гемист принимал деятельное участие в обсуждении православно-католической унии, призванной положить конец расколу христианской церкви. Итогом длившегося несколько столетий поиска компромисса должен был стать Вселенский собор, возможность проведения которого открылась после поражения османов при Анкаре в 1402 году. Предполагалось также, что заключение унии сделает возможным оказание Византии военной помощи против османов со стороны государств Запада.
Одним из важнейших и принципиальных вопросов, которые требовалось решить перед началом собора, было определение места его проведения и состава участников. Согласно воспоминаниям Сильвестра Сиропула, в то время великого экклесиарха, в 1426 году во время одной из своих поездок на Пелопоннес император Иоанн VIII совещался с Гемистом о целесообразности проведения собора в Италии, а не в Константинополе, как казалось правильным многим в Византии. Философ высказал своё отрицательное отношение к этому проекту, поскольку предполагал, что спор по доктринальным вопросам сведётся к голосованию, на котором византийцы окажутся в меньшинстве. В итальянской историографии существует предположение, что участвовать в соборе философа убедил его друг Кириак Анконский, гостивший в Мистре в 1435 и 1447—1448 годах. Так или иначе, 27 ноября 1437 года, вместе с остальными членами византийской делегации, Гемист отбыл из Константинополя. Вместе с византийской делегацией в Италию вернулся кардинал Николай Кузанский, к тому времени ещё не имевший репутации значительного философа. Возможно, фраза Кузанца из его трактата «Об учёном незнании» (1440) «однажды, возвращаясь морем из Греции, я … пришёл … к тому, чтобы попытаться обнять непостижимое вместе с его непостижимостью в знающем незнании через восхождение к вечным истинам, как они познаваемы для человека» относится к его общению с Гемистом, однако подтверждения этому нет.
Византийская делегация на соборе не была едина, и ученики Гемиста были среди лидеров обеих фракций: кардинал Виссарион выступал за заключение унии, Марк Евгеник был против; к последним примкнул и Гемист. Сиропул упоминает его в нескольких эпизодах истории собора. В одном из них патриарх Иосиф II призвал к себе Гемиста, чтобы узнать его мнение относительно расхождения во мнениях между византийцами и латинянами об исхождении Святого Духа, то есть о Filioque. Ответ Гемиста полностью соответствовал позиции Константинопольской церкви: «не должно никому из нас сомневаться в том, что говорят наши. Ведь вот, мы имеем учение, первым делом, от Самого Господа нашего Иисуса Христа, затем и от апостолов, и это является основанием нашей веры, на котором стоят все наши учителя. Поскольку наши учителя причастны основаниям веры и ни в чём не отклоняются, тогда как основания — самые достоверные, то не нужно нисколько сомневаться в том, что они об этом говорят. Если же кто сомневается в этом, то не знаю, в чём он являет веру». Помимо этого, Гемист был включён в комиссию из шести человек для ведения дискуссии с западными богословами. Противоположным образом характеризует взгляды Гемиста Георгий Трапезундский, сообщающий, что якобы во Флоренции он утверждал, что «через несколько лет всем миром завладеет одна и та же религия», но не христианская или мусульманская, а язычество. Соответственно, был ли Гемист искренен, выражая православные взгляды, или выступал скорее с патриотических позиций, современными исследователями высказываются различные точки зрения.
В Ферраро-Флорентийском соборе участвовали многие знаменитые философы своего времени, и об общении некоторых из них с Гемистом сохранились упоминания. О том, что в Ферраре в честь греческой делегации устроил большой приём врач и философ Уго Бенци, сообщает Энеа Сильвио Пикколомини, будущий папа Пий II. С итальянской стороны присутствовали маркиз Никколо III д’Эсте, другой будущий папа Томмазо Парентучелли и богослов Амвросий Камальдул. Парентучелли в то время возглавлял библиотеку Козимо Медичи, а позднее прославился как покровитель греческих авторов и образования в целом. Примерно в это время был написан небольшой трактат «О проблемах, по которым Аристотель расходится с Платоном» — по собственному признанию Гемиста, от скуки во время болезни, «для тех, кто интересуется Платоном». Западным читателям середины XV века проблематика спора о сравнительных достоинствах философии Платона и Аристотеля была известна не очень хорошо, тем более в византийской интерпретации. Однако, не ограничиваясь утверждением о превосходстве Платона, Гемист пошёл гораздо дальше и обвинил Аристотеля в многочисленных ошибках и противоречиях. По мнению Б. Тамбрен, стиль и техника, какими был написан трактат, были рассчитаны на произведение максимального эффекта и не могли не быть оценены Медичи. Другим действенным способом завоевать расположение правителя Флоренции стало вручение Гемистом собственноручно составленного собрания сочинений Платона. Эта рукопись (Laurentianus LXXXV, 9) была затем передана Марсилио Фичино и стала концептуальной основой Платоновской академии в Кареджи.
Не дожидаясь окончания собора, Гемист и Марк Евгеник покинули Италию в 1439 году. Во время этого плавания был впервые обнародован трактат «О добродетелях», впоследствии получивший широкую известность.

### Смерть и похороны

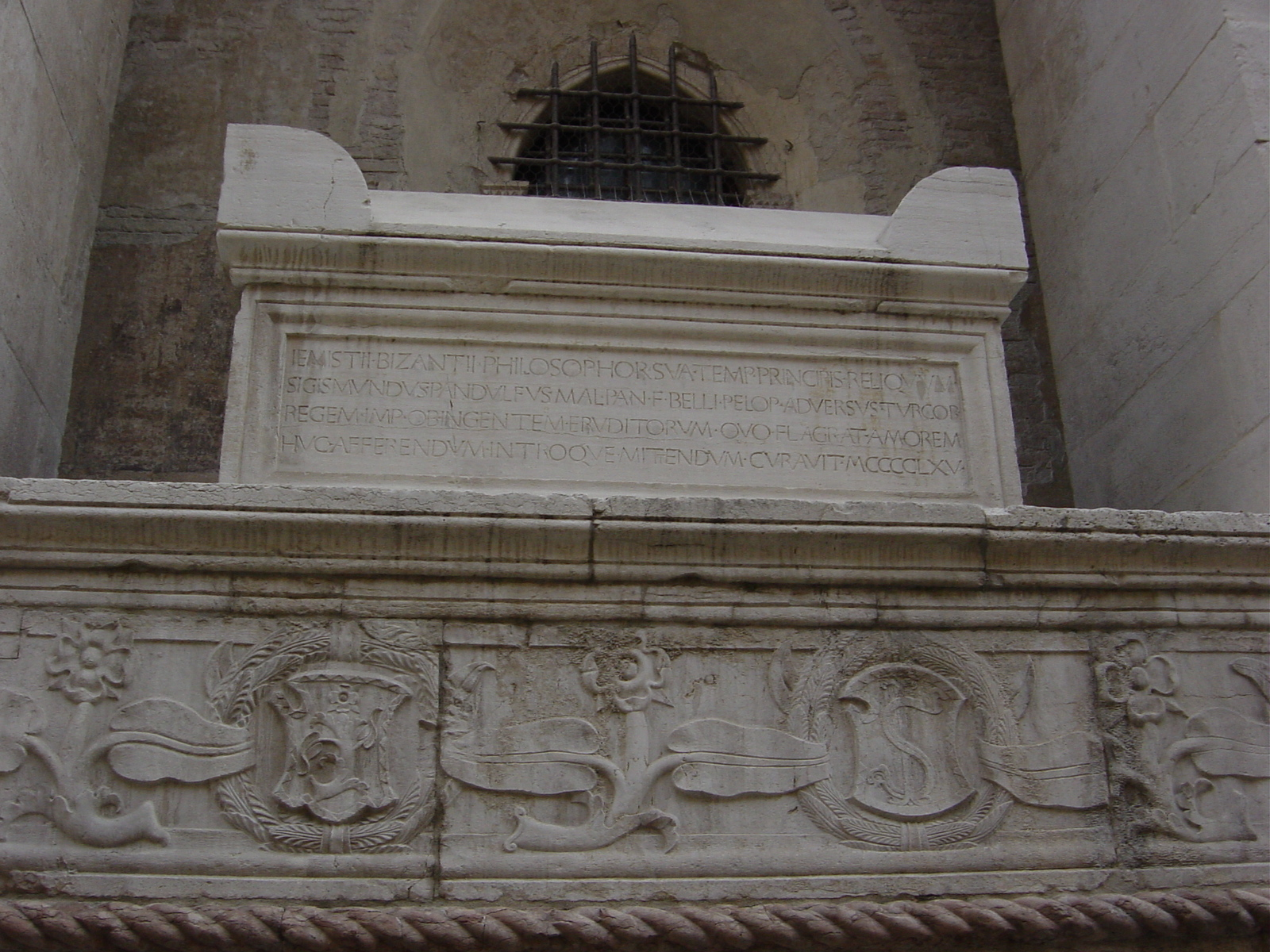
Могила Плифона в Римини

Плифон умер в Мистре и был похоронен там по православному обряду, несмотря на свою репутацию еретика. В качестве даты его смерти часто называют 26 июня 1452 года, основываясь на анонимной записи на полях плифоновской рукописи, согласно которой «26 июня 15 индикта, в понедельник» скончался «учитель Гомостос» (ό διδάσκαλος ό Γόμοστος). Авторство записи приписывают ученику Плифона Дмитрию Раулю Кавакису, известному своими «орфографическими фантазиями». В пользу данной датировки указывают также на заметки кардинала Виссариона Никейского (1403—1472), другого знаменитого ученика Плифона, который поместил поминальные стихи в честь митрополита Досифея Монемвасийского, умершего 1 сентября 1452 года, после аналогичных стихов в честь Плифона. Профессор Джон Монфазани (John Monfasani) из университета Олбани, рассматривая более детально обстоятельства появления эпитафии Виссариона, а также уничтожения «Законов» Геннадием Схоларием (ок. 1400—1473), считает эту аргументацию неубедительной — по его мнению, Плифон пережил падение Константинополя и умер в 1454 году. Эту версию подтверждает и сделанное в 1457 году Георгием Трапезундским (1395—1472/3) замечание, что Гемист скончался три года назад. Более вероятным считает 1454 год и автор современной монографии о философии Плифона Войтех Хладки, тогда как другой современный исследователь Никита Синиоссоглу не верит в то, что Кавакис мог ошибиться в таком важном вопросе. В более ранней литературе встречаются и другие даты. К моменту смерти Гемист был очень стар, хотя уже его современники не знали точно, насколько. Георгий Трапезундский писал (Comparationes philosophorum Aristotelis et Platonis), что завершились «почти сто лет этой презренной жизни», а в 1450 году Схоларий сравнивал Плифона с Тифоном, греческим эквивалентом Мафусаила. Такая оценка от оппонентов Плифона перекликается с замечанием итальянского друга философа Франческо Филельфо, назвавшего его в 1441 году «довольно старым» (лат. admodum senex).
О семье Плифона известно очень мало. Вероятно, его сыновья Димитрий и Андроник пережили отца и унаследовали его имущество. Возможно, внуком приходился философу некий «лакедемонянин» Иоанн Гемист, служивший секретарём в Анконе, призывавший в обращённой к папе Льву X латинской поэме устроить крестовый поход в Грецию. Прижизненных изображений Плифона не сохранилось. Считается, что философ изображён на хранящемся в галерее Уффици портрете работы Кристофано дель Альтиссимо, а также на знаменитой фреске «Шествие волхвов» Беноццо Гоццоли из Палаццо Медичи-Риккарди, также во Флоренции.
В 1464 году прах Плифона был перенесён его почитателем Сиджизмондо Малатестой в Римини. Причины такого шага достоверно не известны. Как и многие итальянские правители, Сиджизмондо Малатеста стремился окружить себя выдающимися деятелями различных областей науки и искусства. Поскольку Римини не был очень богатым городом, надолго заполучить таланты первой величины получалось не часто. Среди наиболее заметных учёных друзей Малатесты можно назвать поэта Базинио Базини и историка Роберто Валтурио. О Плифоне Сиджизмондо мог узнать от своей близкой родственницы Клеофы Малатеста, в 1421 году выданной замуж за деспота Феодора II Палеолога. Брат её Пандольфо в те же годы был латинским архиепископом Патр. Клеофа несомненно была знакома со знаменитейшим горожанином Мистры, и, когда она умерла в 1433 году, Плифон откликнулся на её смерть надгробной речью. Неграмотный 22-летний Сиджизмондо Малатеста не принимал участия в Ферраро-Флорентийском соборе, но был наслышан о знаменитом греческом философе и пригласил его ко своему двору. Плифон отклонил это предложение и в 1440 году вернулся на родину. О дальнейших контактах Малатесты и Плифона ничего не известно. В 1464 году сеньор Римини занял должность капитана венецианских войск, сражавшихся против турок на Пелопоннесе, и в том же году он захватил Мистру с единственной целью завладеть останками Плифона. М. Бертоцци предполагает, что таким образом отлучённый к тому времени от церкви Малатеста мог выразить свою оппозиционность папскому престолу.

## Основные философские идеи

### «О различиях»

#### Спор об Аристотеле и Платоне

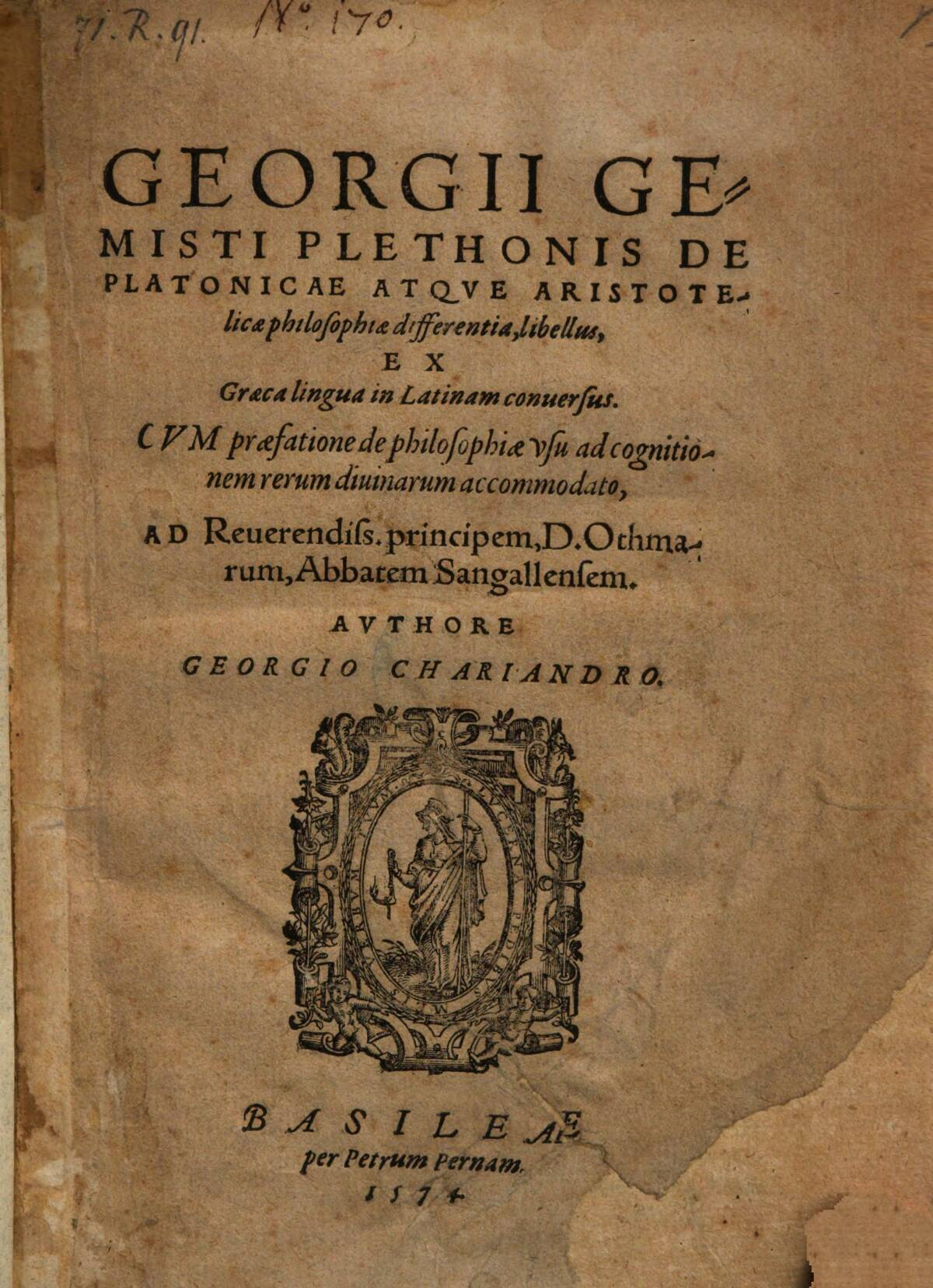
Титульный лист латинского издания трактата Георгия Гемиста Плифона «О проблемах, по которым Аристотель расходится с Платоном», Базель, 1574

Публикация трактата «О проблемах, по которым Аристотель расходится с Платоном» (Περὶ ὧν Ἀριστοτέλης πρὸς Πλάτωνα διαφέρεται, «De differentiis», «О различиях») в 1439 году стала поворотным пунктом в карьере Гемиста — именно тогда он принял свой псевдоним Плифон, под которым стал широко известен. В опубликованной несколько лет спустя «Защите Аристотеля» Геннадий Схоларий называл своего оппонента обоими именами, отдавая предпочтение новому. В более официальных контекстах и Схоларий, и друзья философа продолжали называть и упоминать его традиционным именем. Традиционно считается, что имя Плифон Гемист принял в честь Платона. В окружении Гемиста понимали эту связь, и, например, Михаил Апостолий в своих письмах называл учителя «вторым Платоном», а в последующей полемике явно указывал на созвучие имён. Противники Гемиста видели в принятии такого псевдонима самонадеянную уверенность философа в том, что он обладает связью с душой древнегреческого мыслителя. По ироническому замечанию Георгия Трапезундского, Гемист принял новое имя для того, чтобы простаки скорее поверили в его учение. Итальянцы следовали скорее почитателям Плифона, чем критикам. Не знавший философа лично, Марсилио Фичино называл его «Plethonem quasi alterum Plationem». После смерти кардинала Виссариона панегиристы писали в подобных терминах об его учителе, а затем и последующие поколения учеников и продолжателей. Признавая этапное значение решения философа о смене имени, К. Вудхауз две части своей монографии озаглавил «Гемист» и «Плифон». Более поздний исследователь В. Хладки в своей работе (2014) принял следующий принцип: использовать имя «Гемист» в той части, которая касается личности или общественной деятельности, а «Плифон» только в контексте его «philosophia perennis».
В десяти главах «De differentiis» Плифон рассматривает широкий спектр вопросов, в которых, по его мнению, расходились два великих древнегреческих философа, наиболее подробно остановившись на теории форм. Необычная резкость, с которой Плифон выразил своё неприятие теорий Аристотеля, привлекла внимание не только западных интеллектуалов, которым трактат изначально был адресован. В первой половине 1440-х годов император Иоанн VIII Палеолог написал философу письмо, в котором изложил возникшие у него вопросы, в частности — действительно ли смертность является неотъемлемым свойством человека. Около 1444 года Геннадий Схоларий ответил на «De differentiis» объёмной и хорошо аргументированной работой «По поводу Плифоновых недоумений насчёт Аристотеля» («Κατἁ τῶν Πλφωνος ἀποριῶν ἐπ᾽ Άριστοτέλει», «Contra Plethonem»). Видимо, Плифон не смог сразу ознакомиться с ответом Схолария, и его следующая реплика последовала только пять или шесть лет спустя в трактате «Против Схолариевой защиты Аристотеля» («Πρὁς τἁς Σχολαρίον περί Άριστοτέλους ἀντιλήψεις», «Contra Scholarii»). Книга Схолария, как и ответ на неё Плифона, были построены вокруг исходных тезисов «De differentiis», однако полемистов они привлекали в разной степени. В «Contra Plethonem» Схоларий наибольшие усилия посвятил опровержению раздела «Понятие о Боге», пытаясь доказать соответствие аристотелевской идеи Бога как христианству, так и взглядам Платона, оставив опровержение критики теории форм для более подходящего случая. В «Contra Scholarii» Плифон высмеял этот перекос и также в большей степени уделил внимание божественной проблематике. Доказывая, что Схоларий неправильно интерпретирует философию Аристотеля и переоценивает её ценность для христианства, Плифон применял общий для византийской философии и схоластики принцип, согласно которому взгляды языческого философа хороши ровно в той степени, в какой они согласуются с христианским учением. Задачей Плифона было показать, что различие Платона и Аристотеля обусловлено большей близостью к христианству первого из них.
Полемика Плифона и Схолария на этом завершилась, но спор продолжили их ученики и последователи: Матфей Камариот и Теодор Газа выступили против Плифона, Михаил Апостолий написал трактат против Газы, в котором опровергал учение Аристотеля о веществе, в ответ на что кузен Газы Андроник Каллист написал своё опровержение Платона и Плифона. Наиболее непримиримым критиком Плифона был Георгий Трапезундский, писавший свои труды («Comparationes philosophorum Aristotelis et Platonis», 1458) на латыни — благодаря ему полемика стала известна на Западе. Следующим важным участником спора стал ученик Плифона, Виссарион Никейский, старавшийся объективно оценить достоинства обеих философских систем («In calumniatorem Platonis», 1469).

#### Критика Плифоном Аристотеля

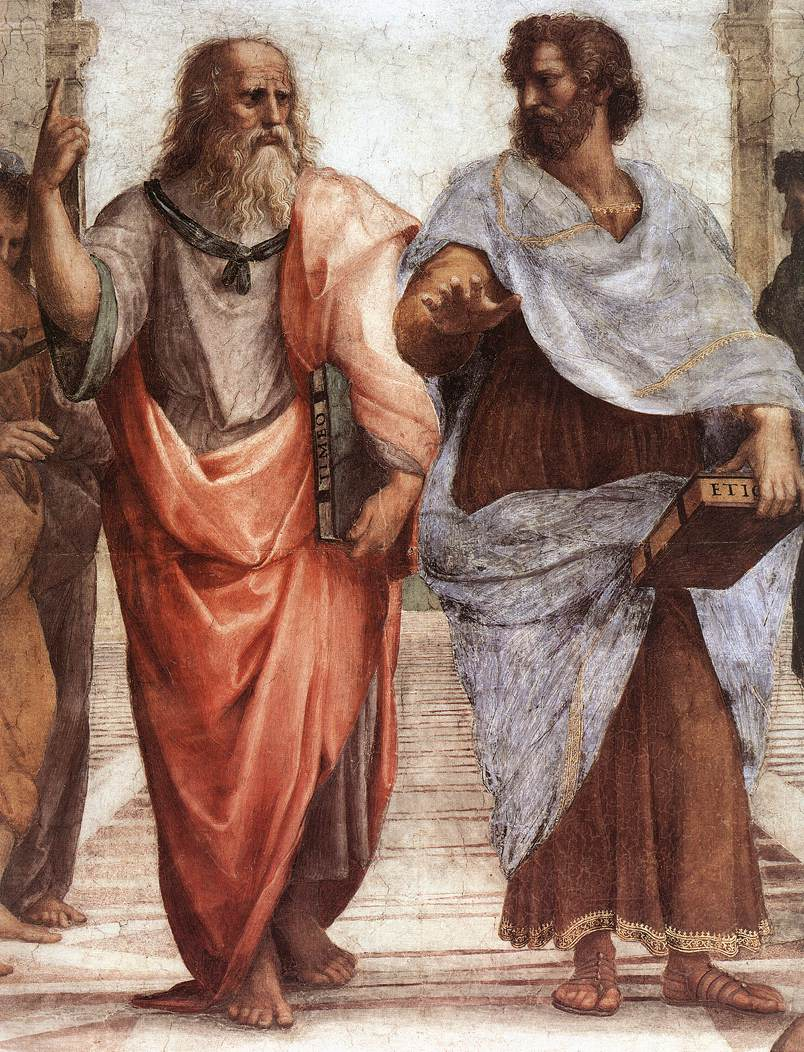
Платон и Аристотель на фреске Рафаэля «Афинская школа», 1511 год

При рассмотрении спора между Плифоном и Геннадием Схоларием об Аристотеле и Платоне австрийский историк Георгий Караманолис находит возможным, не отрицая важности политической составляющей конфликта, ограничиться только философской стороной дела. По его мнению, Плифон и Схоларий по-разному оценивали место древнегреческих философов в исторической перспективе. Плифон полагал, что древняя традиция отдавала явное предпочтение Платону, тогда как Аристотеля ценили на Западе и Аверроэс. Схоларий, один из крупнейших философов своего времени и один из немногих в Византии, кто был хорошо знаком с западной схоластикой, справедливо указывал, что многие древние философы, не только перипатетики, но и платоники, отдавали должное Аристотелю. Караманолис отмечает, что вряд ли Плифон мог не знать о работах Порфирия, Ямвлиха и других комментировавших Аристотеля неоплатоников, поэтому Схоларий не только оспаривал корректность плифоновского представления о непрерывности и единстве платоновской традиции, но и предполагал пристрастное отношение к одной из сторон спора философа из Мистры. Причину, по которой Плифон говорит о платонизме как о единой традиции, Караманолис видит в желании как можно сильнее дистанцировать эллинистическо-византийскую философию от западной, где аристотелизм стал основой схоластики. Однако и схоласты не были едины в своём отношении к Аристотелю, и некоторые из претензий Плифона были созвучны темам ожесточённых дебатов в университетах. Если доминиканцы в лице своих крупнейших богословов, Альберта Великого и Фомы Аквинского, признали учение Аристотеля согласующимся с учением церкви, то другие схоластические богословы склонялись к нео-августианству или другим вариантам богословия, в которых лучше обеспечивались всемогущество и трансцендентность Бога. Существовала ещё одна группа философов, преимущественно сосредоточенных на факультетах искусств университетов, получивших название «аверроистов», принимавших теории Аристотеля в первоначальном виде, невзирая на их отклонения от христианства.
В трактате «О различиях» Плифон резко критиковал философию Аристотеля, как значительно уступающую платоновской. Не имея цели систематически сравнивать обе философские системы, Плифон сосредотачивается исключительно на тех составляющих учения Аристотеля, которые отличаются от взглядов Платона. Его критика весьма резка и включает обвинения Стагирита в неспособности понять своего учителя, клевете, во введении новшеств без необходимости и в противоречии самому себе. Общая оценка Плифона — сочинения Аристотеля стоит изучать «по причине содержащихся в них полезных вещей, однако надо знать, что к ним примешалось и много дурного». По мнению Г. Караманолиса, в своей критике Плифон следовал некоторым древним платоникам, прежде всего Аттику и Евсевию Кесарийскому («Приготовление к Евангелию»), известным своим радикальным антиаристотелизмом. Отмечая важность и плодотворность такого подхода, В. Хладки указывает на связанные с ним проблемы: Плифон не упоминает явно ни Аттика, ни Евсевия, а отличия в аргументации достаточно заметны, при том, что христианская перспектива, в которой Евсевий цитировал фрагменты из Аттика, была совершенно чужда Плифону.
Ещё один подход к объяснению причин критики Плифоном Аристотеля предлагает французская исследовательница Б. Тамбрен. Поскольку «De differentiis» появился в ходе Ферраро-Флорентийского собора, историк обращает внимание на догматическую сторону вопроса. Как известно, с точки зрения византийцев, основным препятствием для заключения унии являлось признание католической церковью доктрины об исхождении Святого Духа не только от Отца, но и от Сына, и соответствующего добавления к Символу веры. В интерпретации Марка Евгеника и Плифона, если Дух исходит от Отца и Сына, то первоначало не может быть единственным, и латиняне, таким образом, вводят две «причины» и «первоначала» в Троице, нарушая её монархичность. По мнению историка, для Плифона здесь было также противоречие с традиционным эллинизмом, как он его понимал на основании своей интерпретации II письма Платона. В ходе бесконечных догматических споров на соборе аристотелевские силлогизмы и ссылки на труды Стагирита использовались обеими сторонами, но в большей степени католиками. С определённого момента светские участники собора были отстранены от участия в дебатах, поэтому Плифон, рассматривая учение Аристотеля как препятствие для заключения унии, продолжил спор в кулуарах.
Важным сопутствующим результатом работы Плифона по установлению корректной интерпретации трудов Платона стала подготовка собрания сочинений древнегреческого философа. Как и в случае с «Халдейскими оракулами», Плифон провёл значительную корректировку текста, исключив фрагменты, представлявшиеся ему неверными или вводящими в заблуждение. Впрочем, избирательность при обращении с источниками была свойственна не одному Плифону — Геннадий Схоларий опирался в своём отрицании Платона на труды Фомы Аквинского, который, в свою очередь, считал, что Платон и Аристотель находятся в согласии по принципиальным вопросам. Ход спора о том, какая из философских систем античности ближе к христианству, продемонстрировал критически настроенным мыслителям Возрождения необходимость более тщательной работы с источниками. Прежде всего, благодаря Виссариону Никейскому удалось показать, что ни «аристотелизм», ни «платонизм» не были едиными антагонистическими течениями. В результате гуманистами была осознана необходимость изучения истории философии. Одной из первых работ в этой области стал небольшой латинский трактат, написанный другом Виссариона Николаем Секундином «De origine et sectis philosophorum» около 1455 года. В более широком смысле спор способствовал расширению философских контактов между Византией и Западом. В Православной церкви победа Схолария на столетия сделала аристотелизм частью официальной христианской идеологии, против чего позднее выступали деятели греческого Просвещения.

### «Законы»

#### Судьба текста
Как утверждал Георгий Трапезундский, над своим главным произведением Плифон работал втайне всю жизнь. Вероятно, окончательная версия появилась перед поездкой в Италию. Общепринятой является теория Ф. Мазэ, согласно которой «Законы» претерпели две редакции: во второй произведение было значительно расширено и приобрело усложнённую структуру с повторами. События, связанные с уничтожением рукописи «Законов», известны от непосредственного участника событий, из письма Геннадия Схолария к экзарху Иосифу. Согласно наиболее распространённой точке зрения, первый вариант книги был закончен около 1436 года. Отдельные её главы, например, «О судьбе», обращались в рукописях ещё при жизни философа. После смерти Плифона в 1452 году рукопись «Законов» осталась в распоряжении правящего семейства Мистры. Многие знали об этом и обращались с просьбой к деспоту Димитрию Палеологу и его супруге Феодоре за разрешением скопировать рукопись. Феодора, однако, не хотела ничего предпринимать без разрешения Схолария, ставшего патриархом после падения Константинополя. Рукопись была отправлена для оценки патриарху, который постановил, что её следует сжечь, а в 1456 году Схоларий отрёкся от патриаршества. Феодора не стала это делать, и когда в 1460 году османы захватили Мистру, рукопись вместе с ней попала в Константинополь. В 1462 году Схоларий, став вторично патриархом, сжёг сочинение Плифона между 1460 и 1465 годами, сохранив только содержание и некоторые фрагменты (21 главу из 101) для доказательства ереси покойного философа. После второго отречения Схоларий удалился в монастырь Иоанна Крестителя на горе Меникио близ Сере, где и написал своё письмо экзарху Иосифу.
Альтернативную версию предложила французский биограф Геннадия Схолария Мари Бланше. Согласно её версии хронологии, Схоларий был патриархом только единожды, с 6 января 1454 года по зиму 1456 года, и только в период своего патриаршества обладал достаточным авторитетом, чтобы сжечь «Законы». Для объяснения того, как рукопись попала в его руки до падения Мистры, историк предположила, что это произошло во время албанского мятежа, инспирированного османами на территории деспотата между осенью 1453 года и осенью 1454 года. Третью версию предлагает Дж. Монфазани, исходящий из предположения, что Плифон умер в 1454 году, а Схоларий сжёг рукопись в 1460 году не в качестве патриарха, а как монах в Меникио. Рукопись же попала к нему, когда Палеологи остановились в Сере проездом, пленниками, на пути в Константинополь. Все три реконструкции предполагают, что рукопись труда Плифона обладала настолько высокой ценностью, что о ней помнили в тех критических обстоятельствах, в которых оказались правители Мореи после 1453 года. Американский историк Мария Мавроуди предполагает, что кодекс, включавший в себя текст «Законов», мог включать отдельные тексты, использовавшиеся для теургических практик. В частности, это могли быть «Халдейские оракулы», предмет пристального интереса Плифона. Возможно, именно поэтому Димитрий и Феодора не уничтожили рукопись раньше.

#### Теогония Плифона

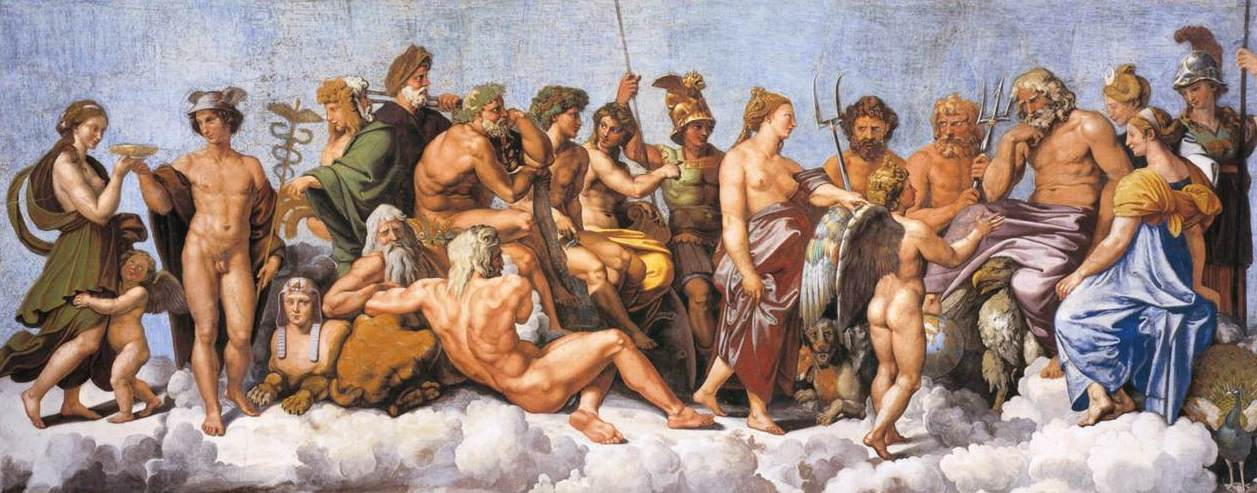
Рафаэль. Совет богов

В трудах Плифона переосмысленный платонизм выдвигается в качестве альтернативы официальной религии. В трактате «Законы» он пишет: «Вселенная вечная, поскольку возникла с Зевсом, и в то же время, став чем-то прекраснейшим из имеющегося в наличии, навеки в одном и том же состоянии, неизменная в этой раз и навсегда ей приданной форме». Совершенство вселенной следует из того, что нельзя предположить, что Бог, будучи сам наивысшим благом, произвёл что-то менее совершенно. Отсюда же следует неизменность вселенной. Ту же мысль он излагает в более строгих философских терминах в «De differentiis». Согласно Плифону, сторонники учения об идеях полагают, что Бог не создал вселенную непосредственно, но через более близкую к своей природе субстанцию. Эта субстанция, представляя собой совокупность различный идей и понятий, образует сверхчувственный мир, во главе которого стоит самая главная и совершенная из идей. Она, взяв за образец сверхчувственный мир, создала наш чувственный мир. Соответственно, все части чувственного мира имеют свою причину в мире сверхчувственном. При этом Плифон допускает наличие случайности, так как причины не имеют «лишения, провалы и всё то, что есть падение в небытие», а также отрицания. Ничто в сверхчувственном мире не бесконечно, но все бесконечные явления нашего мира (например, материя) имеют своей причиной общую идею.
Исследователи расходятся во мнениях относительно источников космогонии Плифона. Согласно одной из точек зрения, изложенная в «Законах» онтология построена под влиянием неоплатонического учения о мистической эманации материального мира из духовного первоначала, высшего бога, сообщающего (απορροη, «истечение» у Плотина) свою сущность богам низшим, а от них — нематериальным субстанциям и телесным вещам. Согласно Ф. Мазэ, доктрина Плифона ближе к учению об explicatio, то есть «развёртывании» или «саморазвёртывании» Бога, у Николая Кузанского и Джордано Бруно. В одном из гимнов Плифон обращается к Зевсу: «Производитель и всемогущий властелин всего, который, всё в себе самом заключая воедино и нераздельно, из себя затем каждую вещь выпуская особо, делая таким образом своё произведение чем-то законченно единым и целостным». С точкой зрения Мазэ, видящего в звеньях «разворачивающейся» онтологической картины мира цепочку понижающихся совершенств, не согласен И. Медведев, обращающий внимание на слова Плифона о том, что совершенный Бог не может создать что-либо менее совершенное, чем он сам.
Пантеон Плифона образует систему персонифицированных философских категорий, описывающих мир, дедуктивно выводимых друг из друга и генетически связанных между собой. Причину всего сущего, само бытие, как наиболее общую категорию, у Плифона олицетворяет Зевс. Важнейшим богом является Посейдон, мыслящийся как единство или дающее форму начало. Персонифицированная в образе Геры идея материи и множественности форм актуализируется в конкретный физический мир, соединяясь с Посейдоном. Аполлон и Артемида представляют идеи тождества и различия. Дети Посейдона являются носителями идей конкретных сущностей, причём законные дети олицетворяют вечные категории, а незаконнорождённые дети — смертные (демонов, людей, растения и т. д.). Носителем идеи человеческой бессмертной души является Плутон, а идеи смертной человеческой плоти — титанида Кора. Система Плифона политеистична, поскольку допускает множественность создателей, имеющих различную природу. В «Законах» он пишет:
… сущность всех вещей делится на три порядка: сначала природа одна и та же и существенно неизменна; затем природа, которая постоянна и подчинена изменению во времени; наконец, преходящая природа. Так как каждой сущности нужно собственное и соответствующее её природе образование, мы приписываем первое сотворение принципу всех вещей — Зевсу; второй порядок сотворений — Посейдону, который является первым в первом порядке субстанций и прибегает в ходе творения к помощи своих родных братьев; наконец, третий порядок сотворения — первому из незаконнорождённых сыновей Зевса — Кроносу, а также Гелиосу, самому могущественному из незаконнорождённых сынов Посейдона, так что оба они участвуют в этом созидании, Кронос — через его незаконнорождённых братьев, Гелиос — через своих законнорождённых братьев, называемых планетами.
Сам Плифон предостерегает от буквального истолкования своего пантеона в традиционном языческом смысле, поясняя, что «нельзя было обозначить богов какими-то определениями вместо имён, так как подобное было бы нелегко для большинства людей, ни дать им новые имена или применить варварские, а только воспользоваться унаследованными от отцов». Выбор имён богов был, скорее всего, не случаен, но какими принципами руководствовался Плифон в данном случае, неясно. Относительно Посейдона (Ποσειδῶν) Ф. Мазэ высказал предположение, что выбор имени был обусловлен этимологически в силу созвучия словосочетанию «супруг Идей» (ποσις ειδῶν) — в системе Плифона Посейдон был супругом Геры, с которой он «сожительствует непорочно и божественно».

#### Литургия и календарь
Тщательно разработанная Плифоном хронологическая система сохранилась только в «Законах» (I.21). Согласно его представлениям, необходимо руководствоваться природными закономерностями, и поэтому продолжительность месяца устанавливалась в соответствии со вращением Луны, а года — вращением Солнца вокруг Земли. Год необходимо было начинать сразу после зимнего солнцестояния, и его продолжительность составляла 12 или 13 месяцев. Также Плифон дал указания, как разделять между собой дни и как определять продолжительность месяца. Согласно комментарию Феодора Газы, названия месяцам Плифон не дал, называя их просто по порядковому номеру. По Плифону, месяцы делились на четыре части, обозначающие период становления, средний период и периоды упадка и гибели, и включали шесть «священных» дней отдыха. Три дня отдыха шли подряд: 29-й день месяца в честь Плутона и следующие за ним два «для проверки собственной совести». Новолуние было посвящено Зевсу. Больше подробностей Газа не приводит. По предположению первого издателя «Законов» Шарля Александра, Газа, возможно, видел текст трактата до его уничтожения Схоларием, но многое забыл ко времени написания своих заметок в 1470 году.
Тот факт, что свою хронологическую концепцию Плифон изложил в главе под названием «О почитании богов», указывает, по мнению М. Анастоса, на то, что, как и древние греки, он связывал календарь с циклом религиозных празднеств. Астроном I века до н. э. Гемин поясняет, что «взятие лет по Солнцу означает, что одни и те же жертвоприношения богам совершаются в одно и то же время года, и весенние жертвоприношения всегда будут совершаться весной, летние — летом, и точно так же в остальные сезоны тоже будут свои жертвоприношения; и они будут приветливо и радостно приняты богами. Но этого не может произойти, если солнцестояния и равноденствия не будут приходиться на одни и те же месяцы. Взятие же дней по Луне означает, что названия дней будут соответствовать фазам Луны: ведь дни называются именно по фазам Луны». Неизвестно, пользовался ли Плифон трудами Гемина непосредственно или в виде цитат, — состояние рукописной традиции допускает обе возможности.
В организационном отношении религиозный культ Плифона устроен достаточно просто. Хотя он и не требует уничтожения духовного сословия, совершать богослужение может каждый, кто «выдаётся возрастом или чем-то иным», а храмом может служить любое место под открытым небом, очищенное от экскрементов и человеческих останков. Молитвы заменены простыми обращениями к богам, которые должны зачитываться в определённое время дня и года. Их всего пять: одна утренняя, произносимая сразу после пробуждения, три послеполуденных и одна вечерняя, предназначенная для произнесения перед сном в обычные дни и после захода солнца и до обеда в постные. Поскольку молитвы, по Плифону, совершаются три раза в день, М. Анастос не видит оснований говорить в данном случае об исламском влиянии. Вместо этого историк обращает внимание на следование Плифоном позднеантичной языческой и неоплатонической традициям. Так, Плутарх писал, что египтяне трижды в день совершают приношения солнцу, а на важность адресации молитвы правильному из иерархии богов указывал Ямвлих. Несомненно, Плифону было известно о том, что Прокл молился утром, в полдень и на закате, а также рекомендации священникам императора Юлиана. Тем не менее, несмотря на языческие коннотации, терминология Плифона традиционна для описания византийской литургии. В описании полагающихся во время молитвы телодвижений — преклонения колен, воздевания рук, троекратной проскинезы — Плифон заимствует отдельные элементы из описаний христианского и языческого культов в литературе и произведениях искусства.
Помимо молитв, Плифон написал дактилическим гекзаметром в подражание Проклу и Псевдо-Орфею 28 гимнов для праздников. Заучивание гимнов Юлиан полагал полезным для тренировки памяти, а Прокл читал студентам гимны собственного сочинения. Согласно «Законам», исполнение каждого гимна должно было сопровождаться музыкой, ограниченной четырьмя тональностями. Как минимум частично, музыкальные представления Плифона основаны на трудах древнегреческих теоретиков музыки Аристоксена и Аристида Квинтилиана. По общему выводу М. Анастоса, результатом усилий Плифона по созданию оригинальной литургии стала «смесь, формы которой, по существу христианские, определялись языческим духом».

### Этика Плифона

#### Общие принципы
Первоначальный эскиз своей моральной системы Плифон изложил в «Трактате о добродетелях», который исследователи датируют в широком диапазоне от 1414 до 1439 года. Трактат написан под влиянием не только Платона, но и Эпиктета, что характерно для круга поздневизантийских интеллектуалов из Мистры. Предлагаемые Плифоном моральные принципы соответствуют стоическим идеалам:
- онтологическое превосходство души над телом;
- необходимость занимать правильное место в мире;
- призыв направлять свои действия к благу;
- не бояться того, что от тебя не зависит;
- достигать морального совершенства через познание и действие.

#### Понятие добродетели
В «Трактате о добродетелях» философ говорит о связи понятия добра с божественным и относительно последнего постулирует три принципа. Во-первых, среди всех сущностей только одна является божественной, и она превосходит все прочие. Во-вторых, божественная сущность заботится о человечестве и принимает участие в человеческих делах, великих или малых. В-третьих, она обустраивает всё согласно своему суждению, всегда праведному и справедливому, и никакие человеческие подношения или церемонии не могут на это повлиять. В сущности, божество не нуждается в людях, но нет ничего плохого в умеренном соблюдении религиозных ритуалов, понимаемых как символическое признание внешнего источника мирских благ. Согласно Гемисту, добродетель (ἀρετή) состоит в правильном отношении к божественному, то есть понимании его качеств и умеренном поклонении. Следование противоположным принципам приводит к нечестивости, которой он, аналогично изложенному в «Законах» Платона (глава X), различает три вида. Первым является вера в то, что нет абсолютно ничего божественного в мире; вторым — считать, что божественное существует, но ему нет дела до человеческих дел. Последним видом нечестия будет полагать, что божественное существует, и ему есть дело до людей, но на него можно повлиять путём молитвы или каких-либо религиозных церемоний.
Как и для всех платоников, основой добродетели для Гемиста является подобие Богу, но, в отличие предшественников, он не требует от человека отрицания своей телесной природы. Выбирая между жизнью «активной» (vita activa) и «созерцательной» (vita contemplativa), позднеантичные и средневековые платоники выбирали преимущественно последнюю, как направленную к более значимым сферам онтологической и метафизической реальности. Понятие добродетели у Гемиста следует из его онтологии, характерной особенностью которой является мысль о гармонии всего мирового устройства, от абстрактных ступеней бытия до общественных отношений. Добродетель, понимаемая не только как путь индивидуального совершенствования, но и как способ проведения нацией политических, социальных, религиозных, сельскохозяйственных и военных реформ, а также достижения независимости и свободы, распространяется у него и на политическую теорию. В онтологическом плане добродетели важны, поскольку самосовершенствование и реформы являются частью исполнения провиденциального плана, управляемого божественным разумом. Люди, согласно Гемисту, обладают свободой в мире, управляемом божественным предопределением. По его мысли, необходимость (ἀνάγκη) не является рабством (δουλεία) и не противоречит свободе, поскольку от необходимости свободен один лишь Бог. Необходимо стремиться к подобию Богу, что достигается следованием добродетелям, которые, в свою очередь, есть состояния, согласно которым мы хороши. Это чисто интеллектуальная деятельность, созерцание, лучшее и самое счастливое, чем может заниматься человек. С именем Гемиста связывают тенденцию к реабилитации политических добродетелей и восстановлению первоначальной теории Платона, включающей оба аспекта. Политическая активность, как способ ведения «активной» жизни, рассматривалась неоплатониками как важный подготовительный шаг, но не как высшая степень совершенной жизни. Четырёхчастная схема Порфирия, хотя и включала в качестве начальной стадии «гражданские» добродетели, своей конечной целью предполагала максимально возможное возвышение человека до уровня «божественного» разума. Для Гемиста человек представлял единство души и тела, и отдельная личность понималась как часть национальной идентичности. Целью добродетелей является преобразование не только самого человека, но и всей нации, единство которой достигается гармонизацией её отдельных качеств.
В «De differentiis» Гемист критикует аристотелевское понятие «середины», понимаемое в «Никомаховой этике» как равноудалённое между крайними страстями положение по двум направлениям. Прежде всего, отталкиваясь от одной из фраз Аристотеля («Тот, кто преступает меру, причём в бесстрашии, не имеет названия (мы уже говорили, что многое безымянно), но, если человек не страшится ничего, даже землетрясения, как то рассказывают про кельтов, он, вероятно, бесноватый или тупой», III, VII), он полагает «середину» понятием неопределённым и количественным. Если это так, то, развивая эту мысль, разница между «простительным» и «непростительным» количественная, а не качественная. Вопрос о градациях добродетелей обсуждался в византийской философии, но каким именно образом с ним связан процитированный отрывок — не вполне понятно. По мнению Дж. Финка, обвинение в количественности Плифон мог выдвинуть, только если не очень хорошо разобрался в учении Аристотеля о «середине» или с целью привлечь повышенное внимание к малозначительному обстоятельству. Впрочем, возражение Схолария тоже не отличается убедительностью. По его мнению, из того, что не все аффекты и действия (например, совершение супружеской измены) имеют градации, не все добродетели представляют «середину». Во-вторых, согласно Плифону, добродетельными людьми у Аристотеля становятся «полупорочные» люди, равно стремящиеся как к прекрасному, так и к дурному. Напротив, «всепорочным человеком, совершенно противоположным добродетельному, будет, пожалуй, тот, который презирает то, к чему нужно стремиться, и стремится к тому, что нужно презирать, — такой пользуется одновременно обеими противоположными страстями и пользуется плохо, двояким образом находясь в некоей середине и одновременно будучи совершенно противоположным человеку добродетельному». В ответ Схоларий усомнился в возможности желания противоположностей. Позднее Плифон пояснил, что не видит здесь противоречия на примере: Схоларий может любить разумную аргументацию, что есть признак человека умеренного, так и стремиться к пустой славе, что есть нечто противоположное; тем самым Схоларий полупорочен и находится в середине.

#### Классификация добродетелей
Согласно анализу Ф. Мазэ, Плифон «не верит в христианские догмы первородного греха и благодати», и потому для совершенствования высших свойств не требуются жертвы со стороны свойств низших, телесных. Всё живое существует в той мере, в которой оно подражает Богу. Поскольку нравственность — это свойство человеческих существ, она может быть рассмотрена в аспекте различных форм деятельности. Для Плифона наиболее интересен тот, который связан с отношением к телу и власти инстинктов. В результате философ переосмысливает классическую схему деления нравственной деятельности на четыре формы в восходящем порядке: благоразумие или фронезис (φρόνησις) представляет имманентные свойства человека; справедливость (δικαιοσύνη) — отношение человека с другими людьми; мужество (ἀνδρεία), состоящее в исполнении человеком своих социальных функций и преодолении непроизвольных чувств, аффектов и страхов; воздержанность (σωφροσύνη) в отношении инстинктов тела.
Ключевые добродетели перечисляются в первой части «Трактата», а производные от них — во второй. Порядок перечисления добродетелей в каждой из частей свой, но причину такой компоновки автор не раскрывает. Раскрытие смысла добродетелей осуществляется согласно тезису Плифона о том, что «человек — это не что иное, как живое существо, наделённое разумом, пошедшее в этот мир, как зритель на праздник». Следовательно, ключевая добродетель фронезис должна обеспечить наилучшие условия для научного и философского осмысления действительности. Для этого у неё есть «благожелательность», дающая понимание превосходства разума над догмой, «физика» для познания вселенной и свойств вещей и «религиозность». В других основных добродетелях также выделяется по три родовые добродетели. Добродетель воздержанности имеет, по Плифону, столько же форм, сколько потребностей, подлежащих удовлетворению. Основных из них три — наслаждение, слава и имущество. Каждой из них соответствует своя родовая добродетель: благопристойность, умеренность и щедрость. Благопристойность (κοσμιότης) лежит в основе морали — она помогает распознать желаемое в наслаждениях и умеряет их удовлетворение, отличая человека от лишённых разума существ. В своей концепции умеренности (μετριότης) Плифон отходит от христианского идеала «скромности» и «уничижения», связывая данную добродетель со скромностью благовоспитанного человека, который знает себе цену и не заботится о мнении толпы, а лишь только о признании людей достойных. Следующей ступенью нравственного совершенствования по Плифону является щедрость (ἐλευθεριότης), позволяющая правильно распорядиться излишком, который возникнет даже у бедняка в результате реализации предшествующих добродетелей. Однако имеется в виду не традиционная для христианства милостыня, а удовлетворение своей любви к прекрасному, выраженному в материальных вещах. Таким образом, идеал щедрости Плифона воплощён в меценате эпохи Ренессанса.
Разделение типов мужества производится по типам претерпеваемых добровольно и независимо от желаний страданий, посылаемых божеством или причиняемых людьми. Благородство (γενναιότης) состоит в сдержанности в отношении наслаждений — о том, что люди несдержанные утрачивают здоровье и способность наслаждаться, говорил Эпикур. Решимость (εὐψύχια) помогает терпеливо переносить беды, приходящие свыше, и благодаря ей человек осознаёт себя не «мешком с мясом», но бессмертным наделённым разумом существом. Кротость (πρᾳότης) проявляется в мягкости по отношению к другим; она помогает переносить неприятности, причиняемыми нашими близкими, в частности теми их взглядами, которые противоречат нашим. Следует уважать убеждения других и пытаться изменить их лучшими аргументами. В данном случае терпимость провозглашается как этический принцип, но это не распространяется на соблюдение законов. Гражданские качества человека раскрываются в градациях добродетели справедливости. Благочестие (ὁσιότης) помогает уклониться как от атеизма, так и от предрассудков. Гражданственность (πολιτεία) предписывает человеку определённое место в обществе, а порядочность (χρηστότης) регулирует наши отношения с другими людьми.

#### Детерминизм и свобода воли

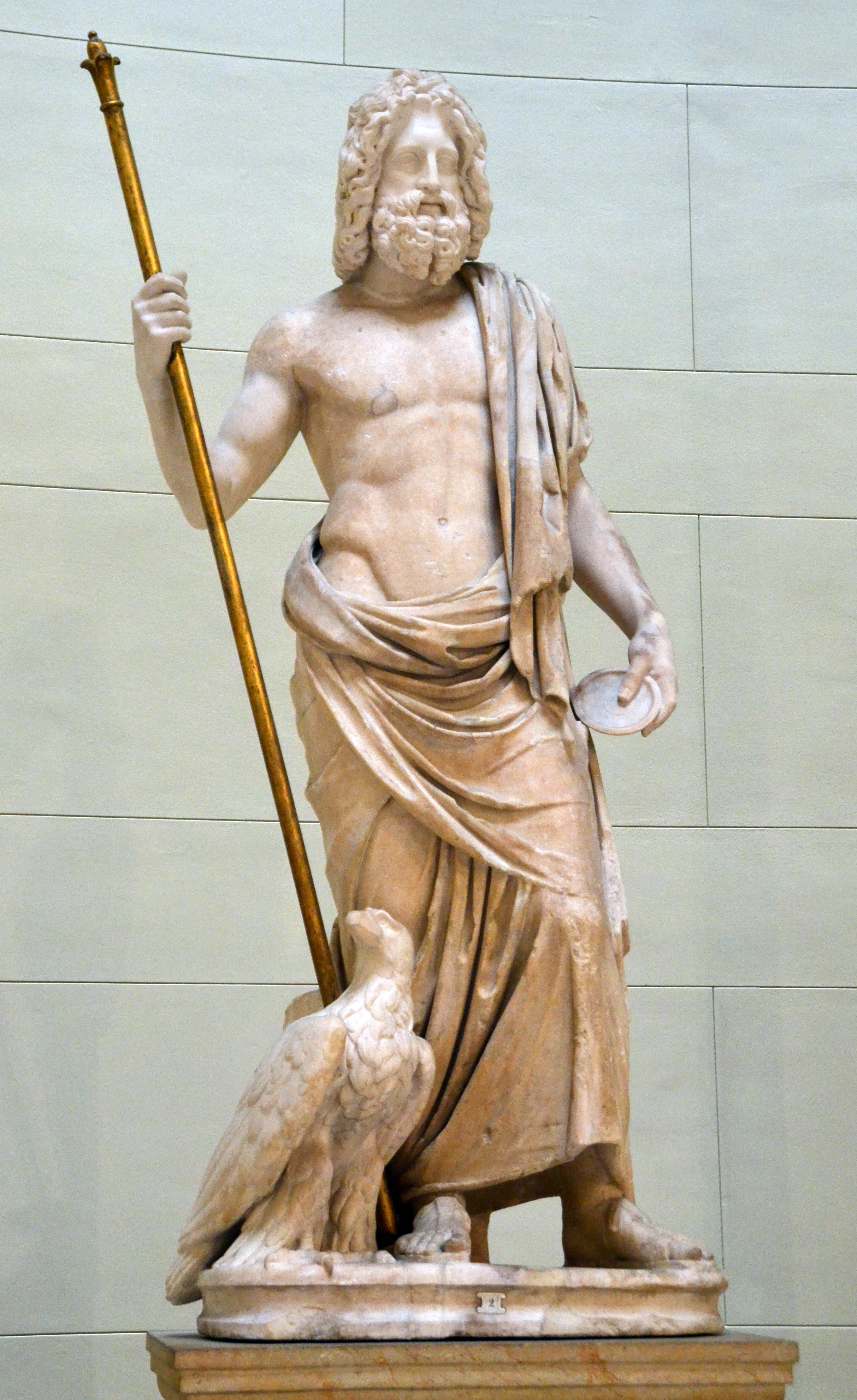
«В мире нет ничего, высшей причиной чего Зевс не является»

Учение Плифона о судьбе тесно связано с его богословием, онтологией и этикой. Свои взгляды относительно принципа причинности он изложил в трактате «De Differentiis» и главе «О судьбе» «Законов». Переписка Плифона с его бывшим учеником Виссарионом Никейским содержит важные подробности для понимания его точки зрения. Схоларий в своей «Защите Аристотеля» не рассматривает подробно плифоновский детерминизм, оставив этот вопрос для специального трактата, который так и не был написан. В виде отдельного трактата глава «О судьбе» имела хождение ещё при жизни философа, вызвав отклики со стороны представителей обеих сторон спора платоников и аристотелистов. Проблема, которую обсуждает в данном случае Плифон, была поднята стоиками, заявившими, что «всё происходит согласно судьбе», то есть в согласии с предшествующими причинами. Такой детерминизм имел телеологический аспект, подразумевая, что судьба соответствует божественному провидению и в конечном счёте приводит к установлению наилучшего из возможных порядка дел во вселенной. В то же время взгляды стоиков не исключали компатибилизм, в той мере, в какой человек способен нечто отклонить или принять. Платоники не приняли стоическое учение о судьбе, и в трудах ряда представителей среднего платонизма предпринимались попытки сохранить автономию человеческой души одновременно с трансцендентностью Бога и его провидением. Опираясь на немногочисленные высказывания Платона, автор II века Псевдо-Плутарх в трактате «О судьбе» изложил теорию «условной судьбы», согласно которой «добродетель никому не подчиняется, равно как и порок, предоставляя и в то же самое время судьбе право даровать благую жизнь тем, кто выбрал правильно, и дать нечто противоположное тем, чей выбор был неверен. Далее, сами жребии, рассыпанные в беспорядке, остаются на долю Случая, который также многое определяет в нашей жизни, поскольку многое зависит от воспитания и того общества, в котором человеку предстоит жить». Перипатетики занимали сходную позицию, хотя некоторые из них ещё больше расширяли границы, в современной терминологии, человеческой субъектности. Вкладом неоплатоников было согласование божественного провидения с подлинной случайностью человеческих действий, что обеспечивалось ограничением случайности физическим миром, тогда как внетелесная душа считалась ему неподвластной.
В обоснование того, что «всё совершается по закону необходимости», Плифон приводит два утверждения, постулируемых им как аксиомы. Согласно первому, «всё происходящее необходимо обусловлено причиной», а второе гласит, что «всякая причина необходимо вызывает строго определённое следствие». Первый принцип встречается у Платона и затем широко использовался в греческой философии, тогда как источники второго чётко не определены. Наиболее близкую к плифоновской формулировку принципа детерминированности следствий можно найти у неоплатоника Аммония Саккаса. В картине мира Плифона для случайности не остаётся места, и в этом он идёт дальше стоиков. Вопрос о божественном провидении событий также имеет длинную историю. Перипатетик Александр Афродисийский рассматривал его в связи со стоическим учением о судьбе — по его мнению, в отличие от людей боги способны предвидеть случайные события. Среди средних платоников и неоплатоников наиболее распространённой была теория Аммония и Ямвлиха о различных степенях знания, доступных людям и богам. Взгляды Аристотеля на причинность Плифон полагает противоречивыми, поскольку, по его мнению, нельзя одновременно допускать существование случайности и постулировать обязательную обусловленность движения. Допущение Аристотелем случая в форме судьбы Плифон считает самым порочным в аристотелизме, так как это подрывает учение о Боге, ограничивая полноту его провидения. В «Законах» Плифон говорит, что боги непременно обладают предвидением, поскольку сами определяют будущие события, выбирая, какой из взаимоисключающих исходов произойдёт. В одном из писем Виссарион поинтересовался мнением Плифона о неоплатонической концепции различного знания в зависимости от природы познающего субъекта. В ответ философ выразил недоумение — что такого дополнительного могут знать боги («неужели, что корова — человек, а человек — звезда») о сути вещей? Таким образом, Плифон вновь демонстрирует избирательное следование предшественникам, вернувшись на раннюю стадию дебатов, когда божественное предвидение событий и их случайность рассматривались как несовместимые противоположности.
Последним в главе «О судьбе» разбирается вопрос моральной ответственности человека за свои поступки, а именно — является ли справедливым божественное наказание, если люди не являются «хозяевами сами себе». Ответ Плифона сводится к тому, что свободе противоположно рабство, а не необходимость. Люди управляются своей разумностью, которая определяется внешними обстоятельствами, и поэтому «люди являются властителями самих себя, поскольку они управляют собой, хотя и управляются властвующими, и будучи в некотором отношении свободными, и не будучи». Плифон не считает рабством служение доброму хозяину — то есть Зевсу как персонифицированной необходимости, поскольку ничего, кроме приятного и полезного, тот, кто служит, не получит. Понимание свободы у Плифона близко ко взглядам Эпиктета о самообладании и преодолении иррациональных желаний, но, как указывает Л. Бене (László Bene), различается в подходе к пониманию внешней и внутренней свободы. По Плифону, внешнее предопределение проявляется в том, что человеческие реакции на события определяются нашими мнениями и в конечном счёте богами. Оно совместимо со свободой, тогда как Эпиктет в рамках стоической традиции понимает свободу в противопоставлении гетерономии и автономии. Говоря о внешней определённости человеческих поступков, Плифон вступает в спор с Платоном, который считал душу способной к самодвижению и потому являющейся источником движения как в космическом масштабе, так и на уровне отдельных организмов.

### «Халдейские оракулы»
«Халдейские оракулы» — древний текст, занимающий важное место в неоплатонизме. Согласно традиции, этот сборник пророчеств был создан во II веке двумя халдеями. Начиная с Порфирия, «Оракулы» приобрели популярность среди неоплатоников, рассматривавших их как своего рода откровение, согласующееся с философией Платона. Исходный текст пророчеств был утрачен ещё в древности и может быть восстановлен фрагментарно из комментариев к нему. Из многочисленных толкований наиболее важные были составлены Проклом и Дамаскием. Комментарии Прокла были ещё доступны в XI веке, когда ими воспользовался Михаил Пселл, но вскоре были утрачены и они. В свою очередь, Плифон основывался на «Комментариях к халдейским оракулам» Пселла, которые дошли до нашего времени полностью. «Халдейские оракулы» были не единственными представителями своего жанра, известными Плифону, и именно эти обычно назывались просто «Оракулами». Вероятно, именно по этой причине Плифон озаглавил свою компиляцию «Оракулы магов», приписав её авторство магам Зороастра — согласно философу XVI века Франческо Патрици Плифон был первым, кто выдвинул такое предположение. В текстологическом отношении Плифон полностью основывается на версии Пселла и не учитывает всю длинную неоплатоническую традицию передачи оракулов. Однако Плифон не ограничивается воспроизведением и комментированием дошедшего до него текста, собирая разрозненные у Пселла оракулы и исправляя их текст там, где считает необходимым. В общей сложности у него остаётся 60 гекзаметров, некоторые из которых не полные.
Перу Плифона принадлежат два комментария к «Оракулам»: в первом он комментирует каждый оракул в отдельности, построчно, а в другом («Краткое разъяснение того, что в этих оракулах не очень понятно») приводит своего рода резюме важнейших положений излагаемого там учения. Произведённое Плифоном упорядочивание фрагментов придаёт сборнику бо́льшую, чем у Пселла, осмысленность. «Оракулы» описывают путешествие души через космос, и предложенная Плифоном структура отражает иерархию от материального мира, через божественную природу души, мир демонов и малых богов и мир платоновских форм, до высшего бытия Бога, Отца и создателя всего сущего. В «Кратком разъяснении» порядок изложения обратный. Зависимость Плифона от комментариев Пселла прослеживается достаточно отчётливо, но в своей версии Плифон в значительной степени уменьшает христианские и теургические реминисценции. Комментарии не содержат никаких указаний, позволяющих их датировать.
Комментарии начинаются с изложения пифагорейского учения о реинкарнации. Утверждается, что в потустороннем мире есть тёмные и светлые места, в которых душа пребывает между воплощениями. Если душа хорошо поступала на земле, то ей уготованы светлые места («свет и лучи Отца», Рай), если нет — тёмные. Далее разъясняется, что тело есть сосуд, содержащий душу. Обязанностью души является как можно скорее вернуться к свету. Она стремится к Богу, и связанность с телом не наносит ей ущерба. В «левой части души» находится добродетель, пассивная и девственная; «правая часть», напротив, активна и повреждаема. Судьба зависит от семи планет, и ничто не может произойти не по судьбе. Гемист разъясняет платоновское и пифагорейское представление о природе связи нематериального духа и материального тела — они не полностью слиты и не полностью раздельны, но потенциально разделяемы, хотя и актуально нераздельны. По типу отношения духа и материи существуют три типа форм. Душа имеет некоторые свойства и способна к познанию вещей и Бога; она неразрушаема. Души способны к перемещению в нематериальном мире, имея для этого некоторые «движители». Движители также имеют души («образы»), но иррациональные. Движители душ демонов и звёзд имеют более высокое качество. Говоря о проблеме добра и зля, Гемист вводит понятие демонов как промежуточных существ между Богом и людьми. «Наказания», мстительные демоны, ограничивают людей, отвращая их ото зла и направляя к добродетели. Несколько строк комментариев касаются богословия и литургии. Если часто обращаться к Богу, можно увидеть слово (λεκτόν), которое и есть Бог, как свет или «огонь вселенной». Следующий вопрос, к которому обращается философ, — природа знания. Непосредственным создателем существа души, вкладывающим в неё «образы познаваемых форм», является «интеллект Отца». Само познаваемое находится за пределами души и находится в ней только потенциально. Отец создал познаваемые формы и отдал их в управление второму богу. Непосредственным создателем познаваемых вещей является второй бог, его большинство людей по ошибке считают создателем всего. В заключении комментатор говорит, что Отец «отделил» себя от вселенной, сделав недоступным свой божественный огонь для прочих разумов и богов. С ним невозможно коммуницировать, но можно его любить.
В конце «Разъяснений» Плифон приводит интерпретацию трактата Плутарха «Об Исиде и Осирисе» в свете мифологии магов, имея в виду конечную цель показать согласие «Оракулов» с философией Платона. На основании текста Плутарха Плифон приходит к выводу, что Зороастр разделял все существующие вещи на три рода: принадлежащие Ахурамазде, Ариману и Митре. Первоначальный дуализм зороастрийского мифа Плифон приводит в соответствие со своим пониманием «Оракулов», в результате чего Ахурамазда у него занимает место «Отца», Митра — «второго разума», а не имеющий прямого эквивалента Ариман — Солнца. Далее он доказывает, что описываемая таким образом структура мироздания та же, что и во II письме Платона (вместе с древними платониками Плифон признавал его подлинным).

## Плифон в контексте философской и религиозной мысли

### Зороастризм и «вечная философия»
В свете оригинальных философских взглядов Плифона дискуссионным является вопрос, в какой степени его можно называть последователем Платона. По мнению Л. Бене, на данный вопрос следует ответить утвердительно, учитывая, что Плифон разделял многие взгляды Платона, включая представление о различии между умозрительными и физическими реальностями, его иерархическую онтологию, подход к интеграции языческой мифологии в метафизическую схему, политический утопизм и концепцию древнего знания. Однако, хотя Плифон и стремился связать свои взгляды с платоновскими, он не являлся продолжателем после-платоновской традиции. В одном из писем к Виссариону Плифон сетовал, что среди платоников нет согласия. Не во всём соглашается он и с самим Платоном. Отвергая противоречащий его детерминистской концепции миф об Эре, Плифон отступал от экзегетической нормы неоплатонизма, учитывающей каждое слово Платона. По мнению Франсуа Мазэ, в системе Плифона одного только авторитета Платона было недостаточно, чтобы гарантировать истинность учения. Поскольку всякое новшество является указанием на ошибку, истинной может быть только древнейшая, «вечная философия», основанная на общих представлениях (κοιναι ἕννοιαι). Соответственно, в «De differentiis» он пишет, что учение об идеях ещё до Платона исповедовали пифагорейцы. Плифон подразумевал, что Платон, как и пифагорейцы до него, не изложил систематически своё учение, ограничившись формулировкой общих принципов и оставив остальное своим продолжателям. Из этого следовало, что появление новых идей в философии после Платона невозможно, и в результате получала основание критика Плифоном Аристотеля.
Общим местом в средневековой философии была идея о том, что самые древние «варварские» народы обладали чистым и высшим знанием, происходящим не от разума, но из непосредственного мистического опыта, и что все важнейшие древнегреческие философы получили свои учения из этого источника. В «Contra Scholarii» Плифон развивает свой тезис о происхождении философии, называя источником знаний пифагорейцев магов Зороастра. Согласно известному Плифону свидетельству Плутарха, этот мудрец жил за 5000 лет до Троянской войны и был поэтому «древнейшим человеком, о котором сохранилась память». Зороастрийцы, таким образом, называются через пифагорейцев предшественниками Платона и одновременно авторами «Халдейских оракулов», из чего Плифон делает заключение о согласии всех трёх источников знания. Идея Плифона о единстве древних учений не была забыта, и в конце XV века Джованни Пико делла Мирандола в своей речи «De hominis dignitate» провозгласил «философский мир» (лат. pax philosophica) христианства с мыслителями древности, к которым он отнёс Пифагора, Гермеса Трисмегиста, халдейских и еврейских мудрецов, Зороастра, Платона, Аристотеля, Скота Эриугену, Фому Аквинского, Аверроэса и Авиценну.
Начиная с исследований Франца Тэшнера, в первой половине XX века существует тенденция понимать упоминание имени Зороастра Плифоном как обобщённое обозначение восточной и исламской мудрости. К. Вудхауз полагает очевидным, что никакими знаниями о современном ему зороастризме Плифон располагать не мог. Н. Синиоссоглу отмечает, что аналогичное место занимают египетские жрецы в платоновском «Тимее». «Зороастр», как и «Халдейские оракулы», становится дополнительным внешним доказательством исторической достоверности продвигаемой Плифоном версии платонизма. Согласно Геннадию Схоларию, с учением Зороастра Плифона познакомил Елисей. Французский историк Мишель Тардьё соглашается с тем, что маловероятно, чтобы Плифон мог узнать имя персидского пророка из трудов греческих авторов. Напротив, только человек с Востока, например Елисей, мог обладать достаточными познаниями в древних религиях, чтобы связать известных грекам халдеев с зороастрийскими магами. Поскольку с XIII века суфийское течение ишракитов было развито Кутбу-д-дином аш-Ширази (1237—1311) в направлении согласования иранской и греческой философий, а также зороастризма, многие современные исследователи считают весьма достоверной теорию о пути рецепции Плифоном зороастризма через Елисея и ас-Сухраварди. Впрочем, сходство взглядов Плифона и ас-Сухраварди не обязательно предполагает наличие влияния, поскольку философия последнего близка и к неоплатонизму Прокла.

### Арабская философия и ислам
Несмотря на отсутствие явных указаний, многие исследователи полагают, что в 1380-х годах Плифон провёл достаточно продолжительное время при дворе султанов Мурада I и Баязида I в их европейской столице Адрианополе либо малоазийской Бурсе. В 1920-х годах немецкий ориенталист Франц Тэшнер выдвинул предположение, что Плифон испытал влияние исламского духовного мира, приведя следующие аргументы: в своих «Законах» он выстроил картину общества, в котором религия, по аналогии с исламом, контролирует все аспекты жизни человека; предложенный им календарь, как и исламский, является разновидностью лунного календаря; основанный Плифоном «эзотерический союз» похож на объединения дервишей и футуввы. Если сюжет, связанный с календарём, быстро исчез из научного рассмотрения, так как ещё в 1948 году американский византинист Милтон Анастос, подробно изучивший описанный в «Законах» календарь, пришёл к выводу, что в этом вопросе утверждать наличие исламского влияния безосновательно, то попытки выявить более сложные влияния продолжаются вплоть до настоящего времени. Поскольку новых прямых свидетельств в научный оборот с тех пор не было введено, появляющиеся гипотезы основываются на расширении рассмотрения общественного и интеллектуального контекста в Османской империи в период предполагаемого пребывания там Плифона. Так, Дионисиос Закитинос обратил внимание на то, что, начиная с последний десятилетий XIV века, Адрианополь и Бурса были центрами распространения реформаторских суфийских движений. Наиболее известным из них было основанное шейхом Бедреддином, чьи утопические проекты имеют заметные параллели с предложениями Плифона. Непродолжительный эксперимент Бедреддина закончился разгромом и казнью реформатора в 1416 году. В целом, как отмечает Н. Синиоссоглу, сложно указать какие-то определённые следы влияния исламского и иудейского мистицизма в «Законах» Плифона, за исключением, разве что, связи между религиозным сектантством и утопическим реформизмом.
Прямых свидетельств интереса Плифона к исламу практически нет. Указываемое Ф. Кляйн-Франке небольшое сочинение, где рассматривается история ислама от смерти пророка Мухаммеда до завоевания Крита арабами в 827/8 году, является, вероятно, выписками из «Хронографии» Феофана; по мнению И. Медведева, не может служить таковым. В ряде мест «De Differentiis» и «Законов» Плифон выказывает презрение к арабской философской мысли в целом. Обвиняя Аверроэса в извращении учения Аристотеля и приверженности мнению о смертности души, Плифон обосновывал отход схоластической философии от учения Платона и её несовместимость с христианством. В последовавшей за тем полемике со Схоларием ожесточённо дискутировался вопрос о том, чьё знание взглядов Аверроэса более точное, — Плифон утверждал, что Схоларий не знаком с учением араба о душе, а тот, в свою очередь, заявлял, что большинство еврейских философов и схоластов не согласны с плифоновской интерпретацией. Согласно Схоларию, Аверроэс никогда не называл душу смертной, а Плифон, полагающийся на устные сообщения итальянцев и евреев, плохо знаком с его трудами. Антиаверроистскую позицию Плифона разделяли гуманисты XV века, также выступавшие против схоластики. Достаточно уничижительно высказывается Плифон и об Авиценне (980—1037), которого считает не оригинальным мыслителем, а низкопробным подражателем Аристотеля.
Представление современных исследователей по поводу отношения Плифона к аверроизму претерпело определённые изменения за последние десятилетия. В 2010 году Мария Мавроуди предположила, что интерес философа к арабским мыслителям был обусловлен его желанием лучше понять учение Аристотеля, и с той же целью он изучал «Сумму теологии» Фомы Аквинского в греческом переводе братьев Димитрия и Прохора Кидонисов. В ряде более поздних работ было показано, что основным источником знаний Плифона о взглядах Аверроэса были именно выполненные Кидонисами переводы Аквината, включавшие также «Сумму против язычников» и «De spiritualibus creaturis». Анализ текущего состояния проблемы предпринял в 2017 году Георгий Стейрис (Georgios Steiris), принявший за основу тезис, что философский метод Плифона не был вполне систематическим. Историк обосновывает, что в свете своего отношения к схоластике Плифон рассматривал арабскую философию как враждебную и не изучал её глубоко. В этой связи он вновь ставит вопрос о степени влияния на Плифона Елисея и еврейских учёных в целом. Известно, что до конца XV века в еврейской общине Крита существовала значительная философская школа комментаторов Аверроэса, но следов знакомства Плифона с их достижениями не прослеживается. Осведомлённость Геннадия Схолария об арабской философии основывалась на тех же источниках, что и у Плифона.

### Ересь и язычество Плифона
Для христианских интеллектуалов Византии связь между платонизмом, язычеством и ересью была весьма отчётливой. Они выступали против язычества не только как некоего ритуала и культа почитания нехристианских божеств, но и как определённого «эллинского» миропонимания. Как правило, это миропонимание было связано с платонизмом и рассматривалось как шаг на пути к ереси. Начиная с Епифания Кипрского и вплоть до Схолария и критиков пантеизма Спинозы, существовало подозрение, что платонизм, как философское язычество, является прародителем всех христианских, гностических и более поздних ересей. В качестве подтверждения тезиса о том, что Гемист был убеждённым противником христианства, его противники указывали на критику монашества. В отличие от Михаила Пселла, Евстафия Солунского и других светских и церковных гуманистов, критиковавших этот институт за его обмирщение и отдельные уродливые формы быта, но не выступавших против идеала отшельнической жизни, Гемист требует упразднить этот «рой трутней» по причине его экономической вредности. Отчётливо антихристианскую направленность имеет трактат «Законы», в котором христиане называются «вводящими новшества софистами», которые, «руководствуясь ложными суждениями вместо правильно сделанных умозаключений, обманывают более невежественных из встречных», нанося тем самый огромный вред государствам («Законы», I.2). Впрочем, вполне возможно, что неприятие Плифоном христианства не носило всеобъемлющий характер, а процитированные характеристики относились к исихастам, одержавшим политическую победу в середине XIV века. Дж. Хэнкинс считает представление об атеизме или антихристианизме Плифона анахронизмом и видит в его взглядах специфическое проявление отторжения текущих политических и религиозных реалий. По предположению Хэнкинса, Плифон мог рассматривать все современные ему религии как искажения истины, но восточное православие — в наименьшей степени. Видимо, поэтому его «Ответ на трактат в защиту латинского учения» (1448) хотя и обосновывает православную точку зрения на исхождение Святого Духа, но основан не на трудах Отцов Церкви, но исключительно на метафизических аргументах и «эллинском богословии».
Обвинения в язычестве прозвучали ещё при жизни Плифона из уст его врага Геннадия Схолария, а затем воспроизводились историками Нового и Новейшего времени. Схоларий называет Плифона и его последователей «злодеями, глупцами, невеждами, одержимыми демонами» и обвиняет их в том, что они «в эти времена, когда опасно пытаться выдумывать, распространяют эллинские бредни, пытаются нечестиво и вместе с тем бессмысленно раздуть и оживить многобожие». В сходных выражениях Схоларий описывал «отступника» Ювеналия, в 1451 году подвергнутого пыткам и членовредительству, а затем утопленному в море. Нет определённых свидетельств, указывающих на то, что Ювеналий был учеником Гемиста или хотя бы встречался с ним, однако в литературе их имена часто упоминаются вместе. Из того, что среди инкриминируемых Ювеналию преступлений было создание тайного общества (фратрии) в различных районах империи, Франсуа Мазэ (1956), а вслед за ним и многие другие, предполагают существование оппозиционного к господствующим церкви и религии неоязыческого движения, главой которого был Плифон. Причину, по которой Плифон не повторил судьбу Ювеналия, Медведев видит в том, что первый был слишком крупной фигурой и хорошим конспиратором. О том, что у Плифона было много последователей («заражённых плифоновской чумой»), пишет также ученик Схолария Матфей Камариот. Хотя явно в этих источниках связь между Плифоном и Ювеналием не устанавливается, Мазэ предполагает, что Ювеналий мог предпринять попытку претворить в жизнь некоторые из теорий философа. Указание на то, что Плифон был осведомлён о существовании тайного общества, историк видит в одной из включённых в «Законы» молитв («О вы, наши товарищи, друзья, граждане и все прочие, столь прекрасно стоявшие во главе нашего общего дела, и особенно вы, пожертвовавшие вашей жизнью за свободу ваших соотечественников и единомышленников, за сохранение того, что прочно установлено и преуспевает, а также за улучшение всего дурно устроенного, — радуйтесь»), которую историк интерпретирует как поминание павших единомышленников.
В современной историографии преобладает тенденция рассматривать всех ренессансных мыслителей, не отождествлявших себя с христианством, как неоязычников. Применительно к Плифону большинство исследователей принимают тезис Схолария, хотя и не обязательно в интерпретации Мазэ. Найджел Уилсон (Nigel Wilson, 1983) полагает язычество Плифона продуктом воображения Геннадия Схолария. В 1986 году Кристофер Вудхауз в своей монографии признал Плифона язычником. Джон Монфазани (1987) назвал Плифона единственным язычником Возрождения, не ставящим, впрочем, цели обратить всех в свою веру, но приуготавливавшим своими «Законами» новый мировой порядок, вселенское «эллинское» государство. Противоположный взгляд также имеет давнюю традицию в историографии и восходит как минимум к учёному XVII века Льву Аллацию. Из современных историков можно указать Эдгара Винда (1980), обратившего внимание на то, что современники рассматривали Плифона как ортодоксального христианина. По мнению исследователя, «Законы» являются литературным и философским аналогом «Утопии» Томаса Мора, и их религиозные предписания такая же игра ума, как и философская религия английского мыслителя. Пауль Оскар Кристеллер (1972) предлагает рассматривать описания языческих божеств в «Законах» аллегорически, как часть почтенной философской традиции. Бригитта Тамбрен (Brigite Tambrun, 2006) объясняет философию Плифона в контексте раннехристианских источников. По её мнению, изложенное в «Законах» учение не языческое, а форма монотеизма, призванная противостоять угрожающим византийскому православию исламу и католицизму. Наконец, Никита Синиоссоглу (Niketas Siniossoglou, 2011) называет платонизм Плифона «радикальным», отделяя его от «конформизма» ренессансных платоников, пытавшихся прийти к согласию с христианством. Язычество Плифона Синиоссоглу понимает в «эвристическом» смысле, не связывая с определёнными религиозными практиками из прошлого. Эллинизм или языческий платонизм исследователь определяет как совокупность следующих философских составляющих: эпистемологический оптимизм, языческая онтология, мультикаузальная политеистическая модель и политический утопизм.

## География и история
Плифон является автором астрономического трактата «Метод определения соединений Солнца и Луны согласно собственноручно составленным таблицам». В двух сохранившихся рукописях таблицам предшествует краткое руководство по их использованию, условно названное современными издателями «Учебником астрономии». Относительно простая рукописная традиция осложняется существованием аналогичного по структуре, но отличного по содержанию анонимного трактата, названного исследователями «прото-Плифон». Таблицы Плифона содержат данные, собранные в Мистре в 1433 и 1446 годах, тогда как измерения «прото-Плифона» были выполнены в Константинополе примерно в 1410—1414 годах. По предположению Анны Тион (Anne Tihon), оба трактата принадлежат Плифону и отражают различные этапы его научной деятельности. Определения года, месяца и дня, которые приводятся в «Учебнике», согласуются с теми, которые даны в «Законах». Построение таблиц основано на 19-летнем цикле, в конце каждого из которых сизигия повторяется на той же долготе в тот же день по юлианскому календарю. В своих расчётах Плифон принимает 19 лет приблизительно равными 235 лунным месяцам. Это равенство было хорошо известно византийцам и использовалось для вычисления даты Пасхи, но не применялось для астрономических вычислений. Также Плифон использует период в 497 лет, однако происхождение этой величины не известно. Согласно Плифону, через каждые 497 лет лунные месяцы повторяются в точности, и, действительно, такой цикл даёт большую точность, чем 19-летний. До конца XX века таблицы и учебник были практически не известны, пока в 1998 году не увидело свет их критическое издание.
Плифон является также автором небольших, преимущественно компилятивных, трактатов по географии. В рукописи Marc. graec 379 содержится безымянный сборник фрагментов в пяти главах, первая из которых озаглавлена «О форме обитаемой части мира» и основана на выписках из Страбона. Вторая глава является самостоятельным произведением, в котором обсуждаются различные несообразности древнегреческого текста. Критика является не вполне справедливой, поскольку критикуемые сведения о форме Земли из второй книги «Географии» (главы 118—131) более полно и точно излагаются в других частях книги. Существенным уточнением у Плифона является определение Каспийского моря как внутреннего, а не как залива. Помимо этого, Плифон приводит новые данные по географии Северной Европы, в том числе России. Выписки и критики составлены в 1439 году или вскоре после, поскольку в последних упоминаются Паоло Тосканелли (1397—1482) и Клаудиус Клавус, с которыми Плифон встречался в ходе Ферраро-Флорентийского собора. Путешествия Марко Поло (1254—1324) и Одорико Порденоне (1286—1331) остались для византийского философа неизвестными, однако в целом его географические познания соответствовали уровню своего времени. Поскольку география была мало развита в Византии, трактат Плифона мог представлять интерес для образованных читателей. С научной точки зрения большое значение имели и обширные, 108 страниц ин-фолио, выписки из «Географии» Страбона. Если аналогичный труд Клавдия Птолемея был переведён на латынь в 1406 году, а карты, учитывавшие его сведения, были созданы не позднее 1427 года, то работа Страбона оставалась неизвестной на Западе. Благодаря инициированному Плифоном обсуждению географических вопросов в кулуарах собора с Николаем Кузанским и Гуарино да Верона был начат проект по переводу Страбона на латынь. В 1458 году перевод был издан, в результате чего важное предположение древнегреческого географа о возможности навигации вокруг Африки стало широко известно и вдохновило португальцев на географические открытия второй половины XV века. Из географических работ, помимо критики Страбона, Плифон написал ещё «Описание Фессалии», не изданное к настоящему времени.
«Opuscula de historia Graeca» Плифона является одним из первых свидетельств интереса ренессансных антикваров к истории Древней Греции. Рукописи сочинения (Marc. graec 379 и 406) содержат два текста: «Обзор событий после битвы при Мантинее согласно Плутарху и Диодору» (ἐκ τῶν Διοδώρου καὶ Πλουτάρχου περὶ τῶν μετὰ τὴν ἐν Μαντινείᾳ μάχην ἐν κεφαλαίοις διάληψις) и «Незначительные выписки из Диодора» (ἐκ τῶν Διοδώρου παρασημειώσεις). Первый из них посвящён событиям между 362 годом до н. э. и 341 годом до н. э., когда произошла битва при Кримиссе. «Выписки» охватывают период от смерти Александра Ферского в 357 году до н. э. до смерти Филиппа II Македонского в 336 году до н. э. Рукописи написаны Плифоном собственноручно в 1440-х годах. Их первое критическое издание подготовил в 1988 году Энрико Мальтезе. На те же источники Плифон опирался при написании ещё несколько исторических трактатов — «История ассирийцев и мидийцев», «История Александра Великого» и «О македонских царях».

## Политическая философия

### Программа реформ

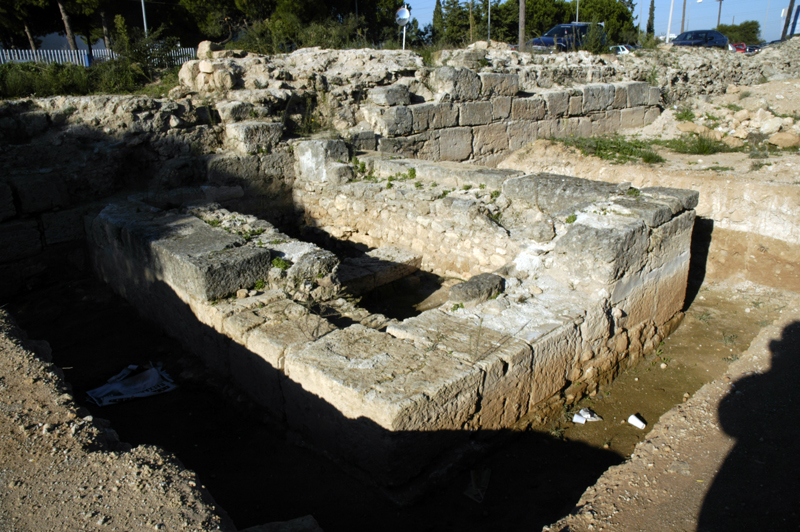
Гексамилион, современное состояние

Основная мысль, к которой сводятся предложения из речей и «Законов», — приведение государства эллинов в первоначальное, правильное, состояние, утраченное в результате ошибочных преобразований. Находясь в платоновской парадигме, Гемист убеждён в возможности достижения этой цели с помощью целенаправленных рациональных реформ. Задачей, которая должна быть решена прежде всего, является защита национальной территории, то есть Пелопоннеса. Гемист называет полуостров важнейшей областью Византии, где греки жили с незапамятных времён. Не учитывая исторические факты, Гемист называет пелопоннесское население древнейшим и самым чистым типом греческого народа. Географическое положение полуострова крайне благоприятно, «ни одна страна не может иметь лучшие условия», а тянущиеся через него горные цепи являются естественными крепостями. В одной из своих речей Гемист резко критикует проект введения нового налога с целью содержания армии наёмников для охраны истмийских крепостей, предлагая вместо этого положиться на местных уроженцев. По его мнению, чужеземцы часто из стражей превращаются в противников, и тогда правительству всё равно придётся обратиться к местным жителям, разорённым налогами и не имеющим возможности вооружиться за свой счёт. Вместо этого в речи к деспоту Феодору Гемист предлагает учитывать демографические характеристики территорий. Там, где это возможно, следует разделить всё население на два разряда в зависимости от склонности человека — на облагаемых налогами и военнообязанных. Последние должны быть освобождены от уплаты налогов, поскольку войско не всегда имеет достаточно добычи для всех воинов, и им придётся тратить на содержание в том числе и собственное имущество. Из тех налогоплательщиков, которые должны нести воинскую службу, большинство должно приходить невооружёнными. В тех областях, где не все граждане способны нести воинскую службу, население следует разделить на свободных от налогов воинов и налогооблагаемых илотов. Там, где большинство населения окажется способным к военной службе, разделение не будет фиксированным, и жители будут попеременно то работать на земле, то охранять государство. Для обеспечения пропитания каждому пехотинцу Гемист предлагает дать одного илота, всаднику — двух. Учитывая текущие политические реалии, он ограничивается только проблемами сухопутной армии и не предлагает восстановить византийский флот.
С налоговой реформой тесно связано предложение о разделении населения на разряды. В речи к императору Мануилу их три — те, кто сам работает (производители, αὐτουργιόν), владельцы инвентаря и скота и люди, обеспечивающие всем гражданам безопасность и защиту. В речи к деспоту Феодору философ уточняет определение второй категории, включая в неё поставщиков услуг (διακονικόν) и купцов, и третьей, дополняя её правителями областей, судьями и прочими чиновниками. Гемист требует строгого разделения функций разрядов без вмешательства в чужие дела. Особенно подробно он останавливается на «правителях», которым должно быть чуждо всё связанное с крупной и мелкой торговлей. Воины должны быть отделены от прочего народа; если кто-то из купцов привлекается к управлению, он должен тут же отказаться от торговли. Все виды налогов он разделяет на три группы: государственные повинности (ἀγγρεία), денежные налоги и подати натурой. Самой лёгкой для населения формой являются натуральные, и именно к ним Гемист предлагает свести все прочие. Хотя Гемист называет налогооблагаемые разряды населения «илотами», это не бесправные рабы древней Спарты, а первостепенная категория граждан, всеобщие кормильцы, с которыми необходимо обращаться как можно лучше и справедливее. Собственность на землю должна стать общей. Выращивать на ней плоды сможет каждый желающий, что приведёт к значительному увеличению производства. Гемист, однако, не разделяет идеи Платона об обобществлении имущества и полном запрете частной собственности. Тем не менее, земля должна быть обобществлена согласно «природному закону», и каждый должен иметь столько земли, сколько ему нужно, без какой-либо платы и до тех пор, пока он в состоянии эту землю обрабатывать.
Из форм правления Гемист склоняется к компромиссу между монархией и олигархией, когда правитель прислушивается к мнению небольшого числа «наиболее здраво рассуждающих людей». Советники монарха должны руководствоваться только общим благом и быть умеренно состоятельными. Останавливается философ и на некоторых экономических вопросах. Так, считая необходимым обеспечить население страны товарами местного производства, он настаивает на ограничении импорта, прежде всего предметов одежды, для производства которой имеется достаточно сырья. Более общо, все ввозимые товары Гемист разделяет на полезные и вредные для государства. Только железо, оружие и некоторые другие товары должны быть освобождены от пошлин. Наоборот, вывоз товаров, которые полезно оставить в стране, следует обложить высокими пошлинами. Поскольку во времена последних Палеологов качество монеты очень сильно ухудшилось, он рекомендует возвратиться в торговле к натуральному обмену.
Одно из предложений Гемиста касалось изменения системы наказаний. Следовало отменить смертную казнь, и даже практику членовредительства философ считал неподобающей для греков. Отпускать без наказания он считал другой крайностью и в качестве общественно полезной альтернативы предлагал каторжные работы в цепях, например, на починке стены Гексамилион.

### Греческая идентичность

Морейский деспотат в 1450 году

Распространённой точкой зрения, прежде всего в греческой историографии, является мысль о возникновении в Византии XIII—XV веков предпосылок для образования национального греческого государства. Историк XX века Апостолос Вакалопулос видит проявление этой тенденции в полной замене византийского самоназвания «ромеи» (ῥωμαῖοι) этническим «эллины» (ἒλληνς), долгое время служившим синонимом для «язычников». Чаще всего эти сдвиги связывают с гуманистами и особенно Гемистом. Впервые слово появляется у него в речах 1410-х, годов когда, анализируя текущую политическую ситуацию в исторической перспективе, философ отождествляет османов с побеждёнными Александром Македонским жителями древней Паропамисады, а обитателей Пелопоннеса называет «эллинами». В другом месте он выражается ещё более определённо: «Мы, которыми Вы руководите и правите, являемся народом греков (Ἒλληνες ἔσμεν τὀ γένος), как об этом свидетельствует наш язык и отцовское воспитание». С обсуждением этой фразы связана значительная часть полемики относительно политических взглядов Гемиста. В её контексте обсуждаются две гипотезы: имеются ли здесь в виду исторические корни византийцев, или же предпринимается попытка восстановить культуру эллинов во всей её полноте. Через тридцать с лишним лет, в надгробной речи в честь императрицы Елены Драгаш, Гемист прибегает к традиционным выражениям «наша ромейская нация» (τὁ τοῦτο τῶν Ῥωμαίων γένος).
Нет ничего удивительного в том, что в греческой историографии Плифону уделяется значительное внимание. После Греческой революции 1821 года в националистических кругах он стал восприниматься как пророк национального возрождения. В 1850 году историк Константинос Папарригопулос посвятил Плифону статью «Эллинский социалист XV века». В более поздней «Истории греческого народа» Папарригопулос избегал слов «социалист», но указал на сходство предложенной Плифоном налоговой реформы с идеями французских физиократов. В дальнейшем эпитет «социалист» применительно к Плифону звучал неоднократно, но уже менее сочувственно. Писатель и юрист первой половины XX века Неоклис Казацис высказывал предположение, что социалистические идеи Плифона проистекали из его неспособности понять реалии своего времени. Не менее интересна греческим историкам тема вероотступничества Плифона; впервые эту тему затронул византинист Константинос Сатас. В романтически-патриотическом ключе язычество Плифона раскрывает Александрос Пападиамандис в своём романе «Цыганка» (1884). Для поэта Костиса Паламаса в поэме «Додекалог цыгана» (1907) сожжение «Законов» становится поводом для показа конфликта между христианством и язычеством. Каждая из сторон высказывает свою точку зрения в псалмах, и один из них поёт цыган. По его мнению, спор о сохранности древнего знания бесполезен, поскольку оно уже стало достоянием и Востока, и Запада; саму же древность вернуть к жизни нельзя. В 1909 году церковный публицист Агесилай Карамбасис (Αγησίλαος Σ. Καραμπάσης) раскритиковал отступничество Плифона, которым тот принёс христианство в жертву эллинизму. Такое видение национального возрождения журналист охарактеризовал как одностороннее и близорукое; только синтез этих двух сил позволит выполнить призыв Александра Ипсиланти «Борись за Веру и Родину». Не соглашаясь с ним, Казацис видел в пламени горящих «Законов» свет зарождающего эллинизма, того самого, который провозглашал Ипсиланти. Идеал национального объединения Казацис видел в бисмарковской Германии, соглашаясь с ошибочным тезисом Плифона об этнической однородности Пелопоннеса. На рубеже XIX и XX веков фигура Плифона вошла в политический дискурс, упоминаясь в различных патриотических контекстах. Богослов Анастасиос Диомидис-Кириакос в своей речи в 1885 году подчёркивал значение Византии как хранительницы древнего знания и роль Плифона в его передаче. При этом Диомидис-Кириакос был осведомлён об язычестве Плифона и в своих научных публикациях порицал антиаристотелизм византийского философа. Аналогичного подхода придерживался Казацис, в своих публичных выступлениях говоря о Плифоне как об источнике знаний Запада о таинствах эллинской мудрости. В результате в начале XX века в Греции восторжествовал канонический образ Плифона как одного из «древних Апостолов будущего процветания».
Представление о Плифоне как о пророке греческого национализма сохранялось достаточно долго. Говоря о «рождении и формировании современного эллинизма» в начале 1960-х годов, марксистский историк Никос Зворонос высказал предположение, что Плифон предпринял первую попытку реорганизовать эллинизм в национальное государство. Историк отметил, что характерные черты, которые Плифон указывал для своего утопического государства в «Memoranda», те же, которые справедливы для западных государств после разложения феодализма: национальная армия, независимая экономика с собственной валютой, реформированная налоговая система, уравновешенная советниками монархия, а также определённые национальные границы. Не удовлетворяясь таким анализом, современный исследователь Никита Синиоссоглу предпринял попытку определить, какой смысл вкладывал Плифон в слово «γένος» — расово-натуралистический или же политический и культурный. Историк приходит к выводу, что в военно-политическом контексте Плифон имеет в виду расовый национализм, тогда как в других случаях слово следует понимать в качестве указания на культурную общность. Рассматривая понятие «γένος» в «Законах», становится понятно, что прото-национализм Плифона направлен не на сохранение текущего положения дел, а устремлён в будущее (состоящее в воскрешении прошлого) и является, таким образом, утопическим.

## Изучение
По выражению Дж. Хэнкинса, Плифон стал «источником возрождения неоплатонизма в период позднего Кватроченто». При этом, однако, Хэнкинс отмечает, что непосредственное влияние Плифона на итальянских гуманистов было довольно ограниченным, а знакомство с его работами осуществлялось через посредство Виссариона Никейского. Единственным существенным исключением можно считать Марсилио Фичино (1433—1499), чьё философское и литературное наследие оказало влияние на европейскую мысль, и который, несомненно, читал и цитировал труды Плифона. Это доказывается тем, что Фичино пять раз ссылается на Плифона в своих трудах. Своему главному произведению «Платоновское богословие» Фичино дал подзаголовок «О бессмертии души» и, обосновывая согласие Аристотеля и Платона в данном вопросе, ссылается на «De differentiis» Плифона, где тот опровергает Аверроэса, полагавшего, что Аристотель не считал души бессмертными. Позднее Фичино ссылался на Плифона в своих написанных в конце 1480-х годов комментариях к Плотину. Наконец, благодаря Фичино известно, что именно под влиянием общения с Плифоном в ходе Ферраро-Флорентийского собора Козимо Медичи принял решение основать Платоновскую академию во Флоренции. Итальянский историк культуры Эудженио Гарин называет Плифона «пророком и жрецом» «платонизирующего солнечного культа» (итал. un platonizzante culto solare), отголоски идей которого видны в «Гимне Солнцу» итальянского поэта греческого происхождения Михаила Тарханиоты Марулла и солнцепоклонстве Фичино. Влияние Плифона на более позднюю западноевропейскую мысль плохо исследовано, но рядом исследователей оно считается значительным. По мнению немецкого историка Ханса Вильгельма Хауссига, отрицание Плифоном христианского предопределения побудило Никколо Маккиавелли и Франческо Гвиччардини принять материалистическое понимание истории. Влияние философа из Мистры испытали члены французского поэтического объединения Плеяда. Итальянский поэт начала XIX века Джакомо Леопарди утверждал, что Плифон предвидел Реформацию за сотню лет до её начала, а британский философ XX века Филип Шеррард называл Плифона предтечей Ницше.
Около 1460 года несколько глав из «Законов» были переведены на арабский язык. Предположительно, перевод был осуществлён по распоряжению султана Мехмеда II, желавшего понимать культурный и политический контекст завоёванных им народов. «Оракулы» Плифона были переведены на латынь Марсилио Фичино. Комментарии, видимо, были в распоряжении итальянца, но он их не перевёл. Полностью греческий текст с комментариями был издан в Париже в 1538 году, а новый полный латинский перевод был подготовлен в следующем году Яковом Мартаном (Jacobus Marthanus). Ещё один перевод был издан в 1599 году Иоганном Опсопеем. Современные исследователи долгое время не уделяли серьёзного внимания «Оракулам», полагая их напрямую происходящими от версии Пселла. Полное издание всех относящихся к ним фрагментов появилось только в 1971 году.
Современный этап изучения наследия Гемиста отсчитывают от монографии Фридриха-Вильгельма Гасса («Gennadios und Pletho. Anstotelismus und Platonismus in der griechischen Kirche», 1844) и в большей степени от первого издания «Законов», предпринятого в 1858 году Шарлем Александром. Несмотря на обнаружение в XX веке новых рукописей, оно по-прежнему сохраняет своё значение. Первую существенную попытку систематического исследования метафизики Гемиста предпринял в 1874 году немецкий философ Фриц Шульце (Fritz Schultze), а затем в конце 1930-х годов Иоаннес Мамалакис (Ioannes P. Mamalakis). В 1948 году вышла важная статья Милтона Анастоса о хронологической системе «Законов». Фундаментальное значение для последующих исследований имели работы Франсуа Мазэ 1950—1970-х годов, и прежде всего монография «Pléthon et le Platonisme de Mistra» (1956). Им же были обнаружены многочисленные рукописи Гемиста, на основе которых Бернадетта Лагард (Bernadette Lagarde) подготовила комментированный перевод трактатов «О различиях» и «Ответ Схоларию». Во второй половине XX века появились многочисленные работы греческих плифоноведов (Феодор Николау, Леонидас Баргелиотес (Leonidas Bargeliotes), Христос Балоглу (Christos P. Baloglou)). В работах Джона Монфазани и Джеймса Хэнкинса труды Гемиста рассматриваются в контексте философии Ренессанса. В 1986 году появилась новая крупная монография, в которой Кристофер Вудхауз суммировал накопленные к тому моменту сведения о жизни философа, его трудах и событиях, в которых он принимал участие. В 1990—2000-х годах стали известны новые рукописи работ Гемиста, и появились их переводы на современные языки.

### Комментарии
1. ↑  Речи к Мануилу и Феодору датируют 1416—1418 годами[36].
2. ↑  О событиях, предшествовавших Ферраро-Флорентийскому собору, см. Пашкин Н. Г. Византия в европейской политике первой половины XV в. (1402—1438). — Екатеринбург : Издательство Уральского университета, 2007. — 238 с. — ISBN 5—7996—0265—X.
3. ↑  Буквальный смысл обоих слов примерно эквивалентен: Γεμιστός означает «полный», Πλήθων — «наполненный», «избыточный»[70].
4. ↑  Трактат «О судьбе» (Περἰ τύχης), обнаруженный и приписанный Плифону Ф. Мазэ в 1954 году, впоследствии был атрибутирован перипатетику Александру Афродисийскому[116].
5. ↑  Ср. Нумений, «О благе» (пер. Е. В. Афонасина и А. С. Кузнецовой): «Сказав об этом и запечатав свои слова свидетельствами Платона, следует обратиться к ещё большей древности и, опоясавшись речениями Пифагора, призвать на помощь прославленные народы, вкупе с их таинствами, учениями и установлениями, согласными с Платоном, — всеми теми, которых придерживаются брахманы, иудеи, маги и египтяне».
6. ↑  Например, у Жана Буавена[англ.] («Querelle des philosophes du quinzième siècle», 1717)[160].
7. ↑  Цит. в пер. Б. Т. Горяинова[185].
8. ↑  И. Медведев полагает, что теория Гарина основана на единственном свидетельстве Георгия Трапезундского, ошибочно приписавшего Плифону авторство молитв Солнцу[200]. На взгляды Марулла могли оказать влияние отец и сын[нидерл.] Кавакисы[201].